# Racing Bulls
Die Racing Bulls S.p.A, die 2024 als Visa Cash App RB Formula One Team antritt, ist ein italienisches Formel-1-Team, das sich ebenso wie Red Bull Racing im Besitz des österreichischen Energydrink-Herstellers Red Bull befindet. Eigentümer des Teams war bis zu seinem Tod am 22. Oktober 2022 Unternehmensgründer Dietrich Mateschitz. Der in Faenza beheimatete Rennstall ging aus dem ehemaligen Minardi-Team hervor und trat von 2006 bis 2019 als Scuderia Toro Rosso (italienisch für Rennstall roter Stier) sowie von 2020 bis 2023 als Scuderia Alphatauri in der Formel-1-Weltmeisterschaft an. Es gilt als Juniorteam von Red Bull Racing: Mehrere Red-Bull-Piloten, unter ihnen Sebastian Vettel und Max Verstappen, fuhren bei Toro Rosso. Vettel holte beim Großen Preis von Italien 2008 auch den ersten Rennsieg für das Team. Beim Großen Preis von Italien 2020 gelang dem Team mit Pierre Gasly ein weiterer Sieg. In der Saison 2023 ging der Rennstall mit Yuki Tsunoda und Nyck de Vries an den Start; letzterer wurde ab dem Großen Preis von Ungarn durch Daniel Ricciardo ersetzt. Nachdem Ricciardo sich beim Training in Zandvoort den Mittelhandknochen gebrochen hatte, wurde er vorübergehend von Liam Lawson ersetzt.

## Red Bulls Juniorteam

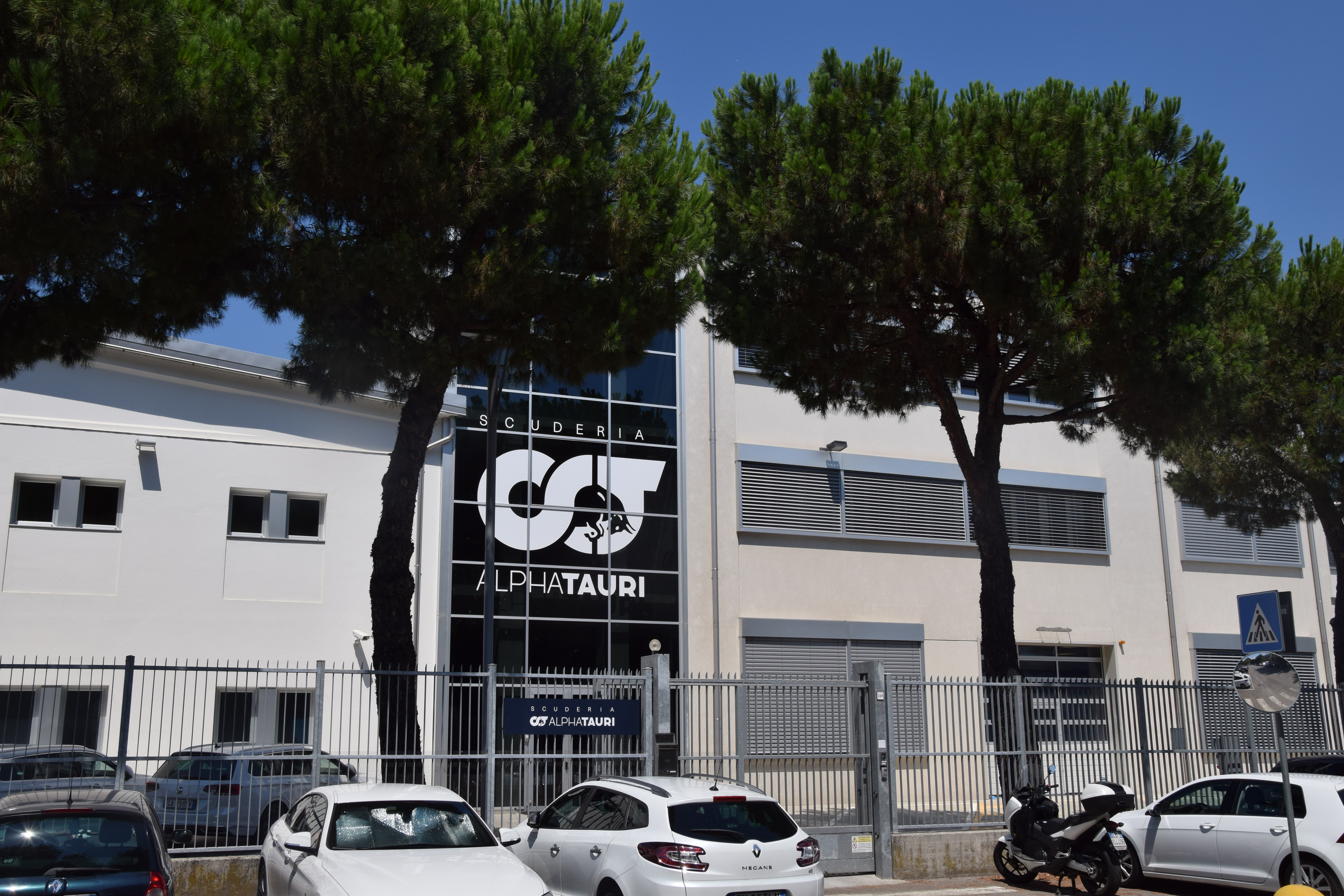
AlphaTauris Zentrale in Faenza (2020)

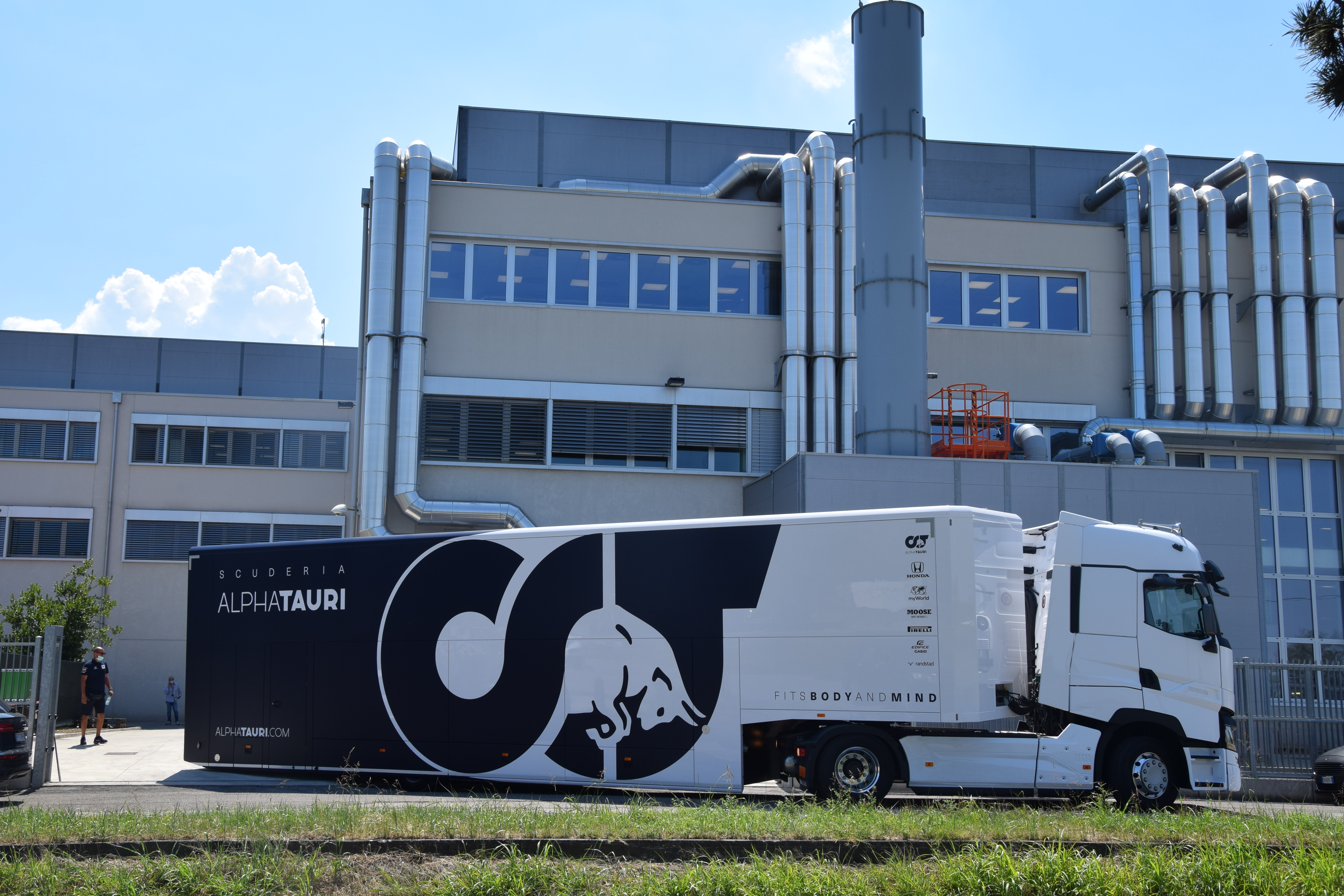
AlphaTauri: Werksgebäude und Teamtruck (Juli 2020)

Die Scuderia AlphaTauri hat ihre Wurzeln in dem italienischen Motorsportteam Minardi, das nach einigen Jahren in der Formel 2 von 1985 bis 2005 regelmäßig mit geringen Erfolgen an der Formel-1-Weltmeisterschaft teilgenommen hatte. Nach wiederholten wirtschaftlichen Schwierigkeiten war das Team 2001 von dem australischen Geschäftsmann Paul Stoddart übernommen worden, dem allerdings ebenso wenig wie seinen Vorgängern eine wirtschaftliche Stabilisierung gelang. Zu Beginn des 21. Jahrhunderts war Minardi das kleinste und leistungsschwächste Team der Formel 1. Im Laufe der Jahre interessierten sich etwa 40 Käufer für die Übernahme des Rennstalls, unter ihnen der ehemalige Rennfahrer Eddie Irvine. Stoddart entschied sich im Herbst 2005 schließlich dazu, den Rennstall an den Getränkehersteller Red Bull zu verkaufen, der ein Jahr vorher bereits das britische Jaguar-Team übernommen hatte. Red Bull übertrug die Leitung des nun als Toro Rosso (italienisch für Roter Stier) bezeichneten Teams den Österreichern Franz Tost, Helmut Marko und Gerhard Berger; Letzterer war von 2006 bis 2008 auch Minderheitseigner des Rennstalls. Unter ihnen wurde der Rennstall zu einem Juniorteam für Red Bull, in dem vorwiegend Nachwuchspiloten aus dem eigenen Fahrerprogramm eingesetzt werden. Ursprünglich war als Name „Squadra Toro Rosso“ vorgesehen.
Toro Rosso nutzte in den ersten Jahren der Zugehörigkeit zu Red Bull intensiv dessen technisches Know-how. Zwischen beiden Rennställen kam es zu Synergien; so waren die Rennwagen von Toro Rosso bis 2009 unmittelbar von den jeweiligen Red-Bull-Konstruktionen des Vorjahres abgeleitet. Auf diese Weise konnten die Kosten für den Betrieb des Rennstalls gering gehalten werden. Ab 2010 untersagte das Reglement solche Synergieeffekte. Toro Rosso musste daraufhin wieder eigene Rennwagen konstruieren und aufbauen. Im Hinblick auf diese Reglementsänderung erwog Red-Bull-Chef Dietrich Mateschitz anfänglich, Toro Rosso wieder zu veräußern. Tatsächlich verblieb das Team aber in der Red-Bull-Familie.
Zu einer weiteren Existenzkrise kam es im Herbst 2015, nachdem Red Bull für beide Teams den Motorenvertrag mit Renault gekündigt hatte, ohne über eine Alternative für 2016 zu verfügen. Zeitweise bestand die Gefahr der Betriebseinstellung bei Toro Rosso und bei Red Bull. Toro Rosso, das aufgrund seiner geringen Kapazitäten weniger flexibel war als Red Bull, erneuerte schließlich im November 2015 die Verbindung zur Scuderia Ferrari, die bereits bis 2013 bestanden hatte, und hielt sich so die Möglichkeit offen, auch 2016 in der Formel 1 anzutreten. Allerdings war der Renneinsatz bei Toro Rosso mit dem des britischen Mutterteams verbunden. Erst als sich Red Bull am 4. Dezember 2015 mit Renault auf die Fortsetzung der Geschäftsbeziehungen einigte, war sichergestellt, dass auch Toro Rosso 2016 an den Start gehen konnte. Nachdem das Team 2017 wieder die gleiche Motorisierung wie Red Bull genutzt hatte, war es 2018 als Nachfolger von McLaren exklusiver Motorenpartner von Honda, bis zum Saisonstart 2019 auch Red Bull eine Partnerschaft mit dem japanischen Hersteller einging.
Für die Saison 2020 änderte der Rennstall seine Meldebezeichnung in Scuderia AlphaTauri. Damit solle die Bekanntheit der zum Red-Bull-Konzern gehörenden Bekleidungsmarke AlphaTauri gesteigert werden.

## 2006 bis 2019: Scuderia Toro Rosso

### 2006: Übergangsjahr

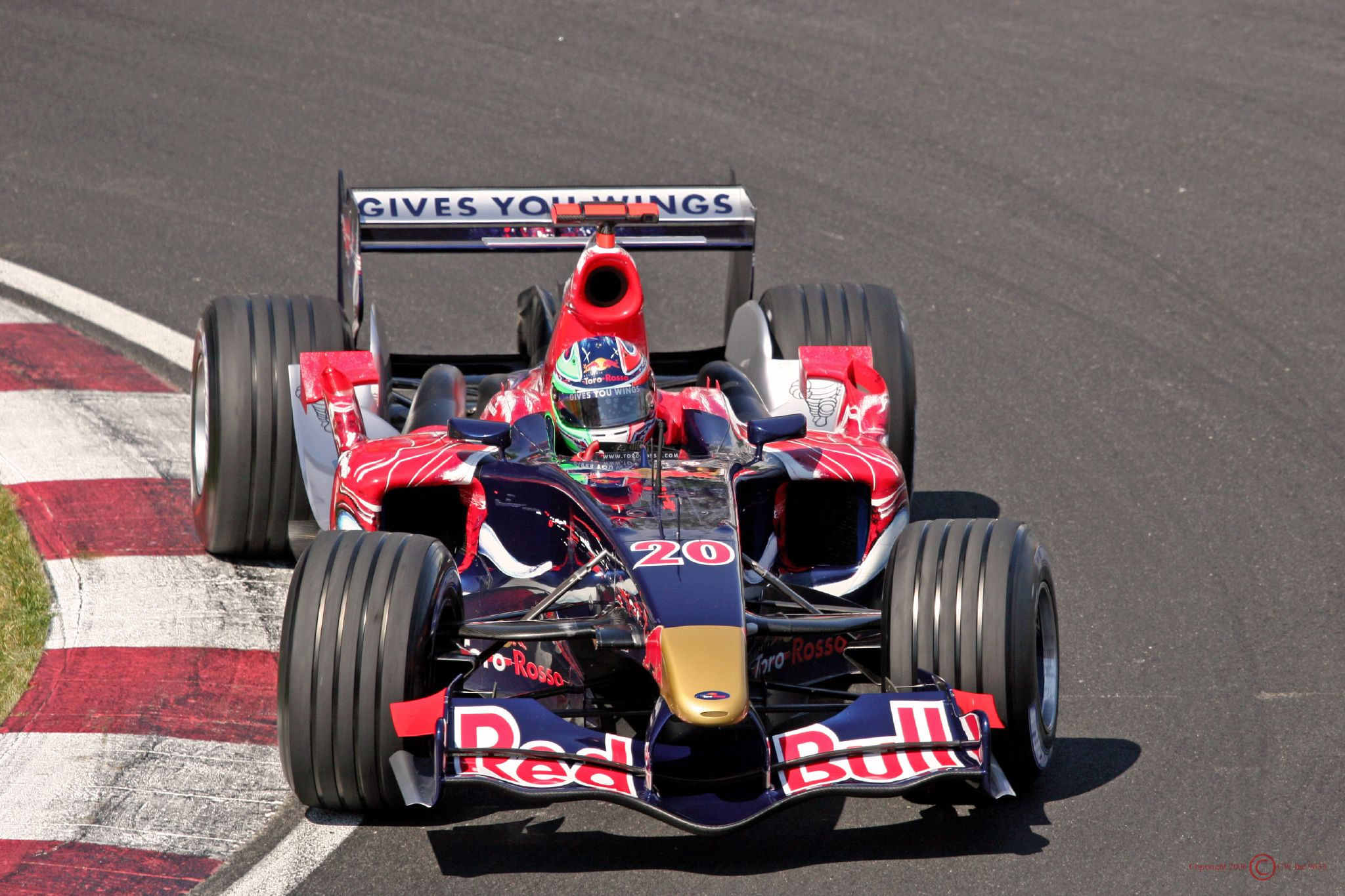
Vitantonio Liuzzi im Toro Rosso STR1, Kanada 2006

2006 fuhren für die Scuderia Toro Rosso der Italiener Vitantonio Liuzzi und der US-Amerikaner Scott Speed. Teamchef wurde der Österreicher Franz Tost, der zuvor für Williams-BMW gearbeitet hatte.
Motorenlieferant für 2006 war Cosworth, somit wurde die Partnerschaft mit der britischen Motorenschmiede von Minardi übernommen. Zwar sah das Reglement ab 2006 grundsätzlich eine Beschränkung auf Achtzylindermotoren mit 2,4 Liter Hubraum vor (siehe Formel-1-Regeln). Aufgrund einer Ausnahmeregelung konnte Toro Rosso allerdings die bisherigen, 3,0 Liter großen Zehnzylindermotoren weiter verwenden. Diese Sonderregelung war noch vom letzten Minardi-Inhaber Paul Stoddart im Hinblick auf das geringe Budget des italienischen Rennstalls durchgesetzt worden. Um Toro Rosso keinen Vorteil gegenüber den anderen Teams zu verschaffen, mussten die Motoren ein Drehzahllimit von 16.700/min aufweisen. Außerdem musste ein Luftmengenbegrenzer eingesetzt werden.
Besonders Midland F1 Racing und Super Aguri F1 wehrten sich gegen den Einsatz der Zehnzylindermotoren. Sie argumentierten, dass das Team mit der Übernahme durch Red Bull finanziell auf gesunden Beinen stehe und man damit die kostengünstige Ausnahmeregel nicht in Anspruch nehmen müsse. Toro Rosso bestand jedoch auf der Ausnahmeregelung.
Doch trotz des Einsatzes der Zehnzylindermotoren konnte das Team nur einmal in die Punkte fahren. Vitantonio Liuzzi holte den achten Platz und damit einen Punkt beim Großen Preis der USA. Toro Rosso war konkurrenzfähiger als das Vorgängerteam Minardi, doch man konnte nur zwei Teams im Klassement hinter sich halten (MidlandF1 und Super Aguri). Im Laufe der Saison kam man dem Hauptteam Red Bull Racing immer näher und war teilweise sogar schneller, doch das lag eher am schwachen Auftritt des „großen Bruders“ als an der eigenen Leistung.

### 2007–2009: Chassis von Red Bull

#### 2007

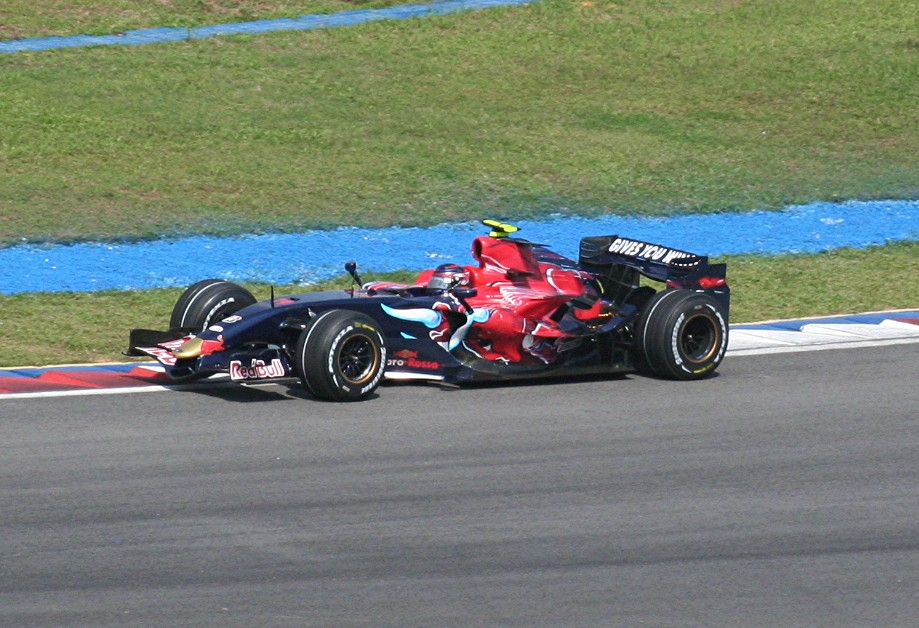
Scott Speed im Toro Rosso STR2, Malaysia 2007

Ab der Saison 2007 gab es für alle Teams Einheitsreifen von Bridgestone. Diese Entscheidung war ein Beitrag zur Erhöhung der Chancengleichheit. Außerdem wurden die Zehnzylindermotoren von Cosworth durch Ferrari V8-Motoren ersetzt. Das Red Bull Racing Team benutzte diese Motoren 2006, wollte aber für 2007 die Weltmeistermotoren von Renault einsetzen. Man transferierte die Ferrari-Motoren zum Zweitteam mit dem Argument, dass Ferrari-Motoren besser zum italienischen Toro Rosso Team passen würden als zum Hauptteam Red Bull Racing. Die beiden Fahrer blieben Vitantonio Liuzzi und Scott Speed.
Nach dem Großen Preis von Europa, bei dem der US-Amerikaner wie sein Teamkollege Liuzzi im Regen von der Strecke rutschte, kam es zu einem Streit mit Teamchef Franz Tost. Laut Speed habe Tost ihm die Faust in den Rücken gerammt und gegen eine Wand gestoßen. Nach diesem Vorfall gab Toro Rosso am 31. Juli 2007 bekannt, dass Scott Speed ab dem Großen Preis von Ungarn durch den Testfahrer von BMW Sauber, Sebastian Vettel, ersetzt wird. Beim Großen Preis von China schaffte das Team das bis dato beste Resultat der Teamgeschichte, nachdem mit Sebastian Vettel auf Rang vier und Liuzzi als sechster beide Fahrer in die Punkte gekommen waren und wichtige 8 Punkte für die Konstrukteurs-WM gesammelt hatten.

#### 2008

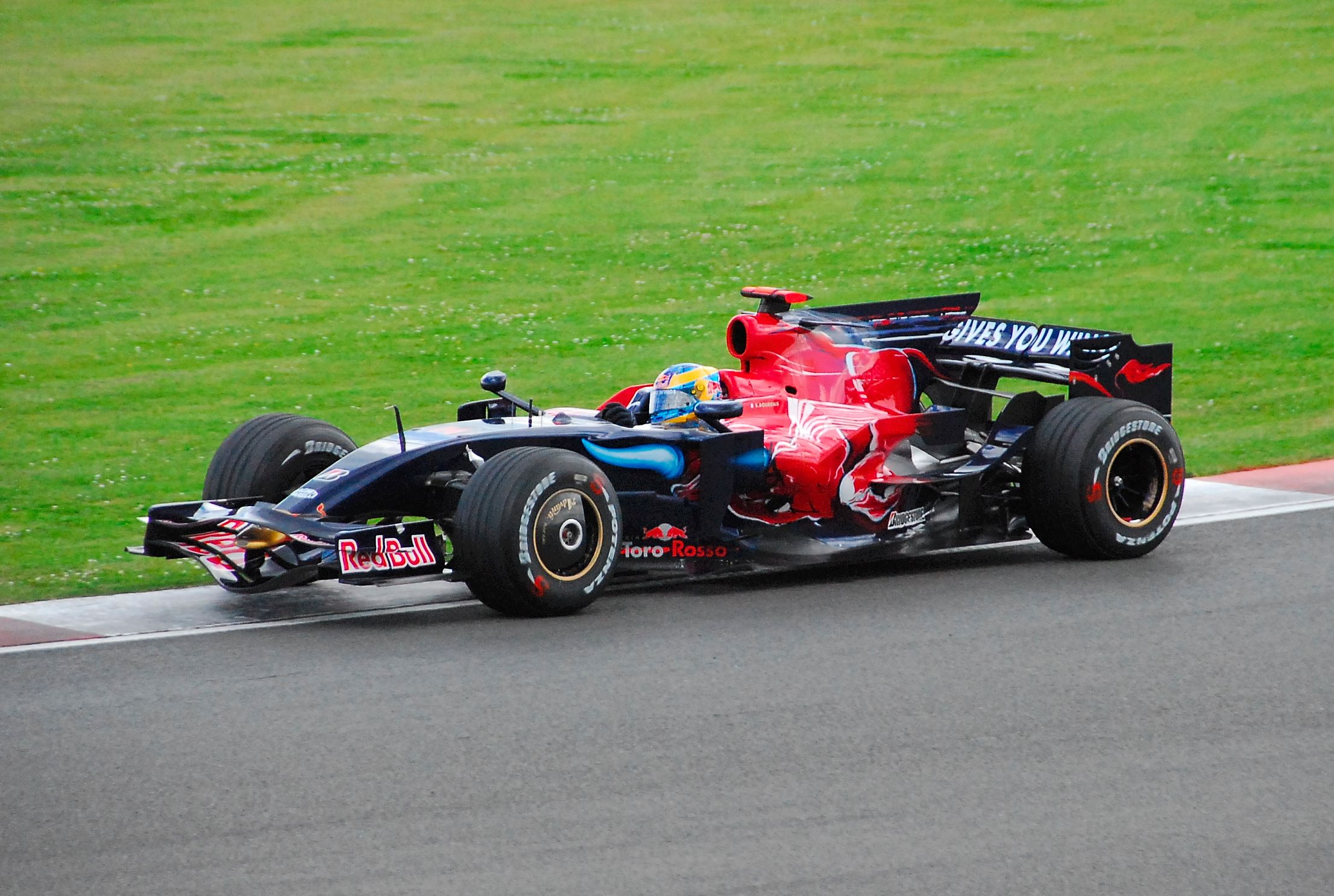
Sébastien Bourdais im Toro Rosso STR3, 2008

Im August 2007 wurde bekanntgegeben, dass in der Saison 2008 Vitantonio Liuzzi durch den Franzosen und viermaligen Champ-Car-Meister Sébastien Bourdais als Stammfahrer ersetzt wird. Dieser fuhr in seinem ersten Formel-1-Rennen gleich in die Punkte. Auf Platz vier liegend schied er zwar drei Runden vor Schluss wegen eines Motorschadens aus, profitierte allerdings von den vielen Ausfällen der weiteren Fahrer sowie der Disqualifikation von Rubens Barrichello, wurde letztendlich als Siebter gewertet und erhielt zwei Punkte. Sebastian Vettel eröffnete sein Punktekonto im Regenrennen von Monaco mit einem fünften Platz. Auf dem Hockenheimring fuhr er mit Platz 8 einen weiteren Zähler ein ebenso wie in Kanada, wo er sogar trotz eines Starts aus der Boxengasse den letzten Punkt ergatterte. Am 13. September 2008 erreichte die Scuderia Toro Rosso beim Qualifying für den Großen Preis von Italien mit Sebastian Vettel ihre erste Pole-Position. Im weiteren Verlauf gewann Sebastian Vettel das Rennen bis zum Sieg Max Verstappens beim Großer Preis von Spanien 2016 als jüngster Fahrer in der Geschichte der Formel 1 und brachte damit seinem Team den ersten Sieg überhaupt. In den übrigen vier Rennen fuhr Vettel weitere drei Male in die Punkteränge. Damit belegte die Scuderia Toro Rosso (in dieser und der folgenden Saison auch Toro Rosso-Ferrari genannt) am Ende den sechsten Platz der Konstrukteurs-Weltmeisterschaft, noch vor dem Schwesterteam Red Bull Racing.

#### 2009

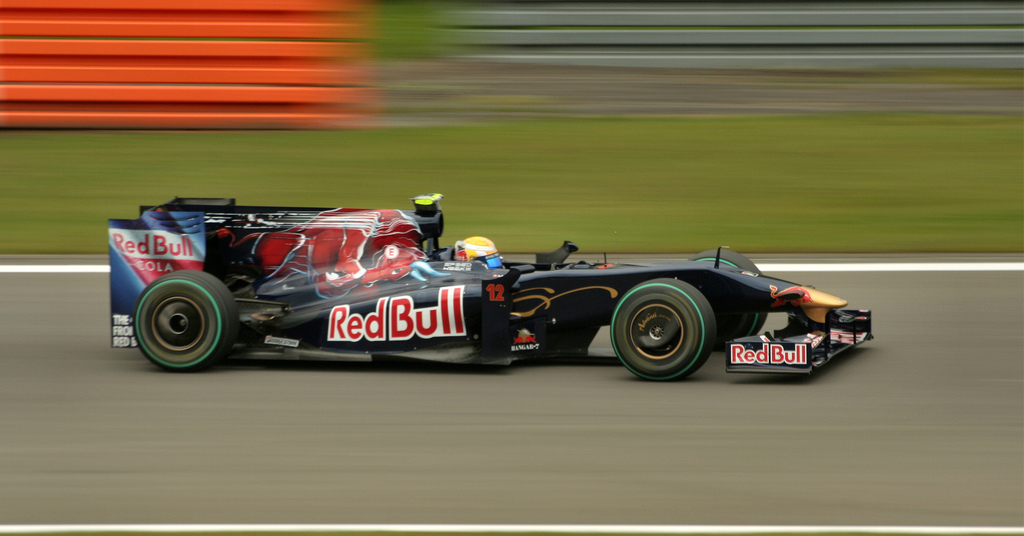
Sébastien Buemi beim Großen Preis von Deutschland 2009

In der Saison 2009 trat das Team mit den Fahrern Sébastien Bourdais und Sébastien Buemi an. Die Saison wurde mit dem Toro Rosso STR4 bestritten, der eine Ableitung des im letzten Jahr eingesetzten Red Bull RB4 war. Beim Auftaktrennen in Australien gelang es beiden Fahrern, Weltmeisterschaftspunkte einzufahren. Zum Großen Preis von Ungarn wurde Bourdais durch Jaime Alguersuari ersetzt. Die Leistungen des Vorjahres konnten besonders wegen der schwachen Performance des Teams zur Saisonmitte nicht wiederholt werden. Man belegte schließlich mit acht WM-Punkten den zehnten und letzten Rang in der Konstrukteurs-Weltmeisterschaft.

### 2010–2019: Eigenständiger Chassishersteller

#### 2010

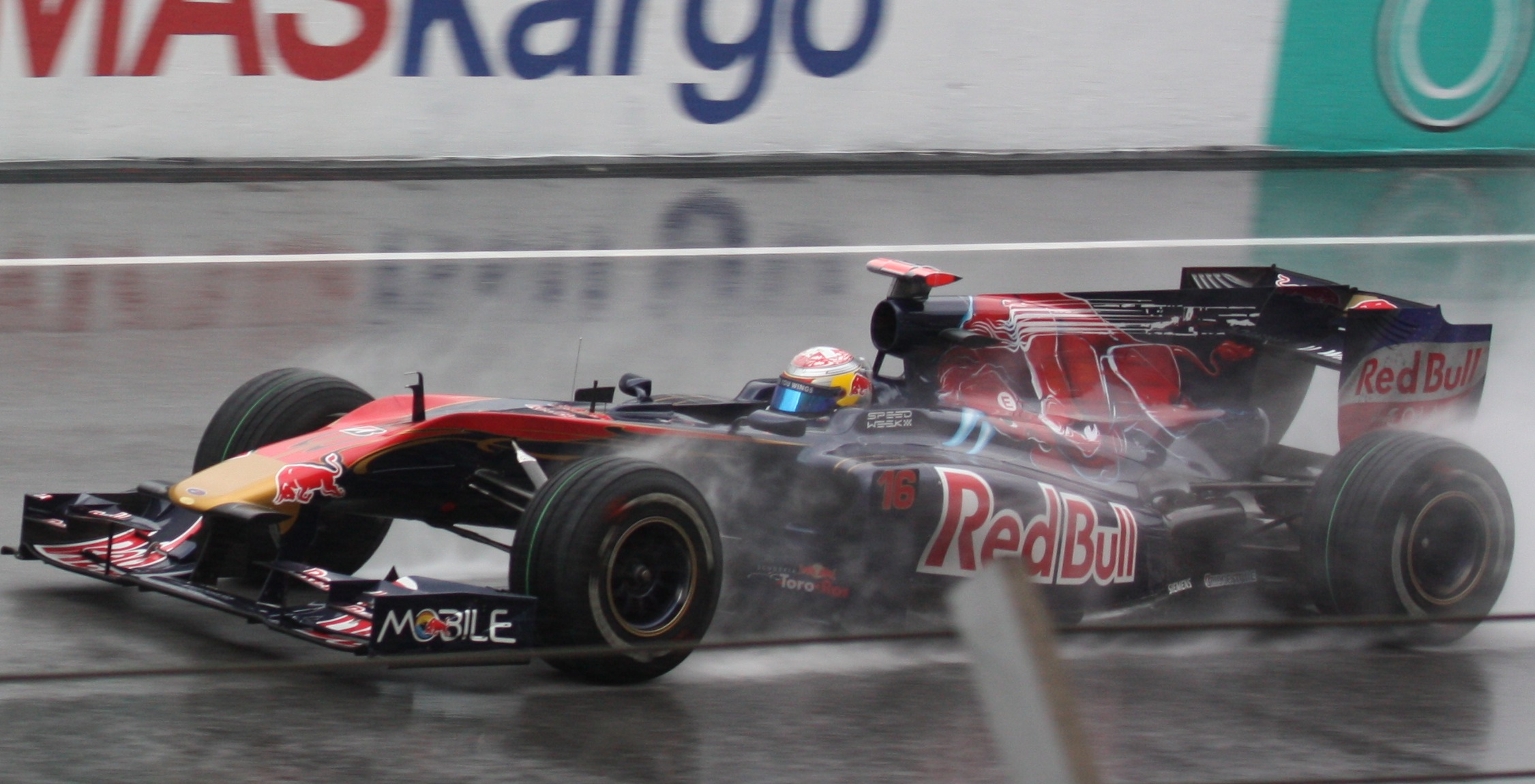
Toro Rossos erste Eigenkonstruktion: STR5 von 2010

Für die Saison 2010 verbot das Reglement erstmals seit 2006 wieder die Verwendung fremder Chassis; Toro Rosso (auch STR Ferrari) durfte daher nicht mehr auf Red-Bull-Konstruktionen zurückgreifen und musste zum ersten Mal in seiner Existenz einen eigenen Rennwagen konstruieren. Dafür waren erhebliche Umstrukturierungen erforderlich. Das Team in Faenza, das seit 2005 keine eigene Konstruktionsabteilung mehr geführt hatte, musste eine geeignete Infrastruktur aufbauen. Daneben wurde das Personal von 165 auf 257 Mitarbeiter aufgestockt, schließlich erwarb Toro Rosso den alten Windkanal des Red Bull-Teams im britischen Bicester. Unter der Leitung von Giorgio Ascanelli und Ben Butler wurde im Laufe des Jahres 2009 der Toro Rosso STR5 entwickelt, der keine Berührungspunkte mehr zu Red Bull aufwies.
Um dem Team in der Zeit des Umbruchs Stabilität zu geben, bestätigte Toro Rosso für die Saison 2010 die Fahrerpaarung des vergangenen Jahres. Im Januar 2010 benannte das Team zudem die Ersatz- und Testpiloten für die neue Saison. Brendon Hartley, der diesen Job zum Teil bereits im Vorjahr ausgeübt hatte, und Daniel Ricciardo, amtierender Meister der britischen Formel-3-Meisterschaft, wechselten sich von Rennen zu Rennen als Ersatzfahrer ab. Zusätzlich nahmen beide diese Position auch beim Schwesterteam Red Bull Racing ein. Bei Verhinderung beider Fahrer sollte David Coulthard die Position des Test- und Ersatzfahrers übernehmen.
Toro Rosso fuhr 2010 insgesamt 13 Weltmeisterschaftspunkte ein und belegte in der Konstrukteurswertung den neunten Rang. Das beste Ergebnis war der achte Platz Buemis beim Großen Preis von Kanada.

#### 2011

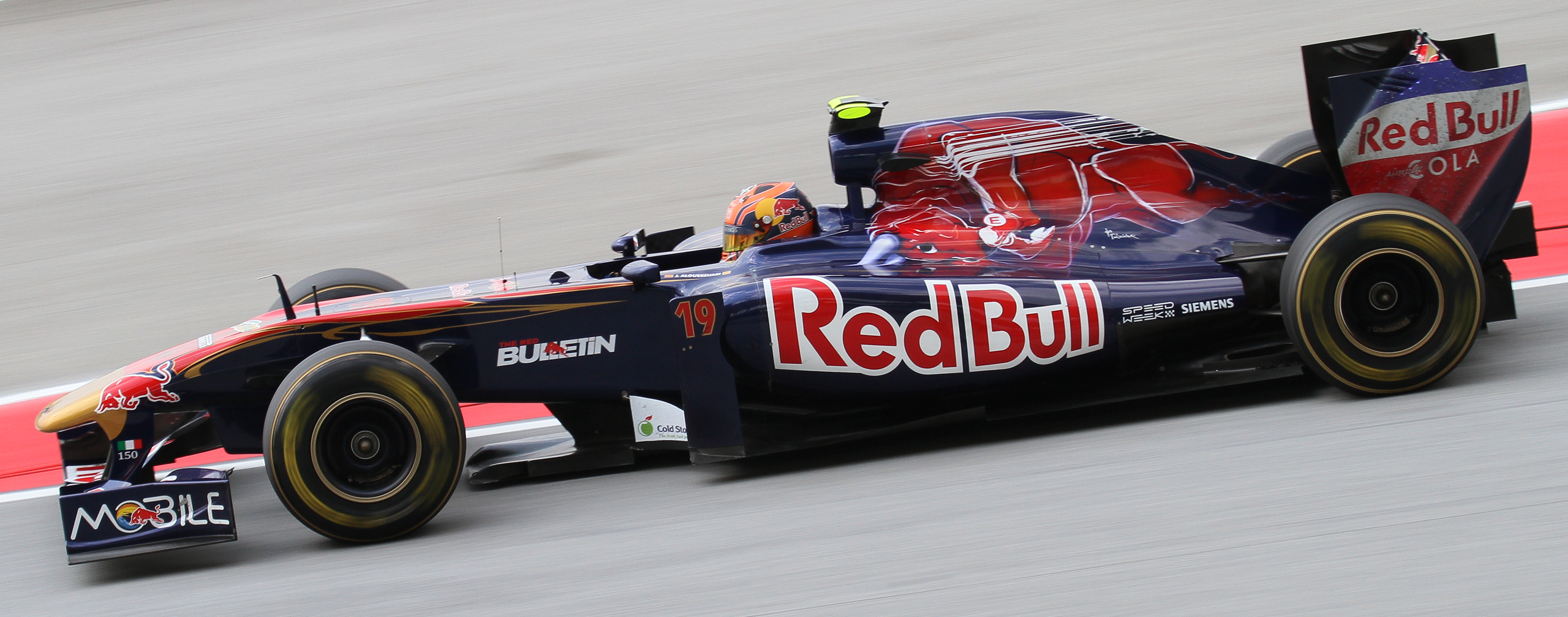
Jaime Alguersuari im Toro Rosso STR6 beim Großen Preis von Malaysia 2011

Auch 2011 blieben Buemi und Alguersuari die Stammpiloten des italienischen Rennstalls. Ricciardo blieb Test- und Ersatzfahrer und bestritt auch einige Freitagseinsätze für das Team. Ab dem Großen Preis von Großbritannien wurde Ricciardo Stammfahrer für das Konkurrenzteam HRT.
Toro Rosso setzte 2011 den STR6 ein. Das Auto war erneut eine Eigenkonstruktion, die unter der Leitung des technischen Direktors Giorgio Ascanelli entwickelt worden war. Als Antrieb diente wie in den Vorjahren ein Achtzylindermotor von Ferrari.
Toro Rosso fuhr 2011 insgesamt 41 Weltmeisterschaftspunkte ein und beendete die Saison auf Platz acht der Konstrukteurswertung. Damit war es erfolgreicher als das britische Traditionsteam Williams, das mit 5 Weltmeisterschaftspunkten lediglich den neunten Rang belegte; der Rückstand auf das an siebter Stelle liegende Schweizer Sauber-Team, das ebenfalls einen Ferrari-Motor einsetzte, betrug nur drei Punkte.
Die besten Ergebnisse der Scuderia Toro Rosso waren zwei siebte Plätze, die Alguersuari bei den Großen Preisen von Italien und Korea einfuhr.

#### 2012

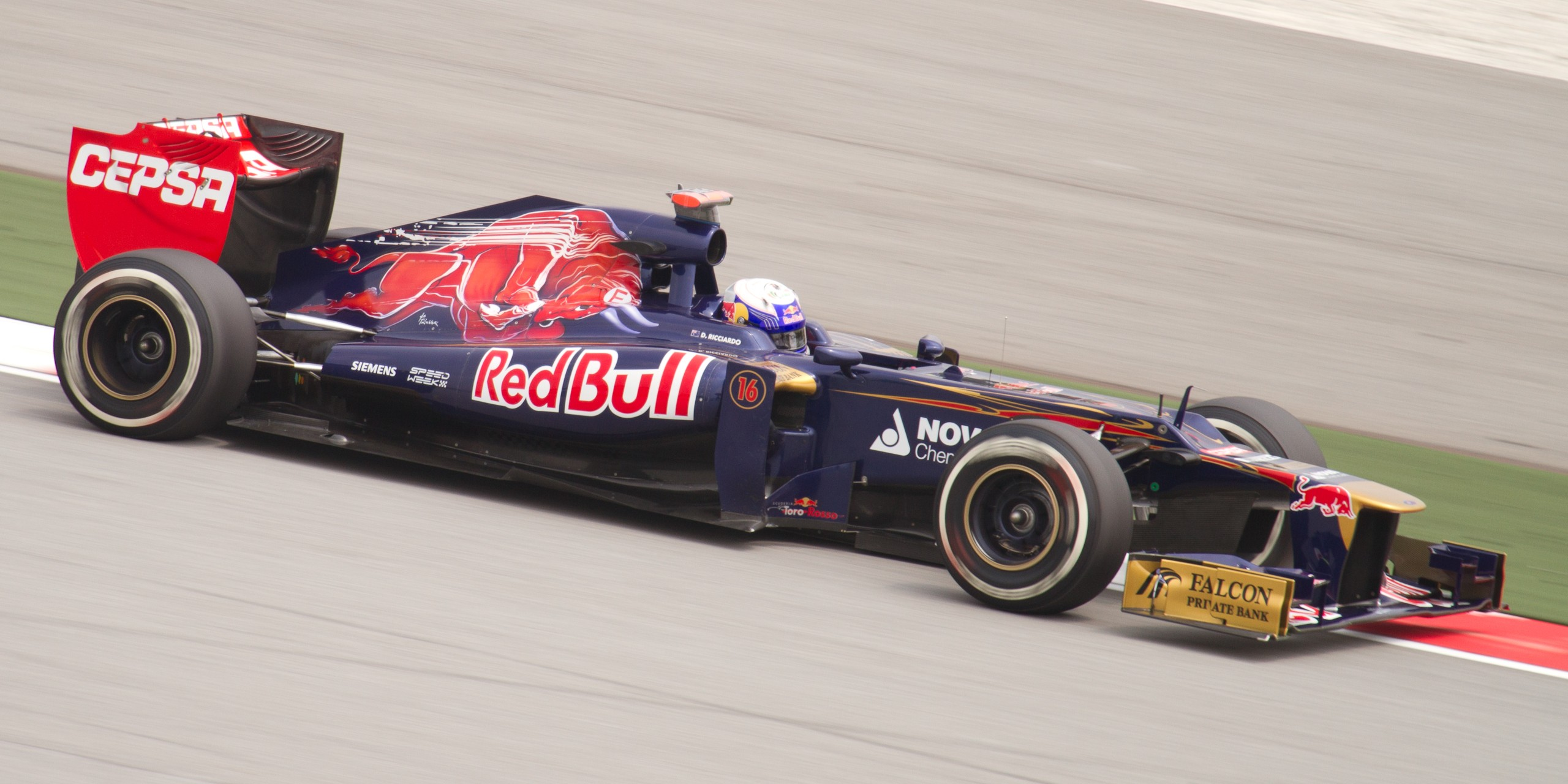
Daniel Ricciardo im Toro Rosso STR7 beim Großen Preis von Malaysia 2012

In der Saison 2012 trat Toro Rosso mit Daniel Ricciardo und Jean-Éric Vergne mit einer neuen Fahrerpaarung an. Buemi blieb als Testfahrer bei Toro Rosso und übernahm diese Position zudem bei Red Bull.
Einsatzfahrzeug war der unter der Leitung von Giorgio Ascanelli entwickelte Toro Rosso STR7, der wiederum von einem Ferrari-Motor angetrieben wurde. Sponsoren waren neben Red Bull der spanische Mineralölhersteller Cepsa, die Falcon Private Bank und NOVA Chemicals.
Die sportlichen Leistungen Toro Rossos blieben in der ersten Saisonhälfte 2012 hinter den Erwartungen der Teamleitung zurück. Nach elf von 20 Rennen hatte das Team lediglich sechs Weltmeisterschaftspunkte eingefahren und lag in der Zwischenwertung auf Rang 9. Es war damit das schlechteste der etablierten Teams; Force India, das Rang acht bekleidete, hatte nach dem Großen Preis von Ungarn einen Vorsprung von 40 Punkten. Im weiteren Saisonverlauf verbesserte sich Toro Rossos Leistung und Ricciardo und Vergne fuhren mehrfach in die Punkte. Am Saisonende lag Toro Rosso mit 26 Punkten auf dem neunten Rang.
Der technische Leiter Giorgio Ascanelli wurde im Juli 2012 beurlaubt. Sein Nachfolger ist seit September der ehemalige Sauber-Konstrukteur James Key.

#### 2013

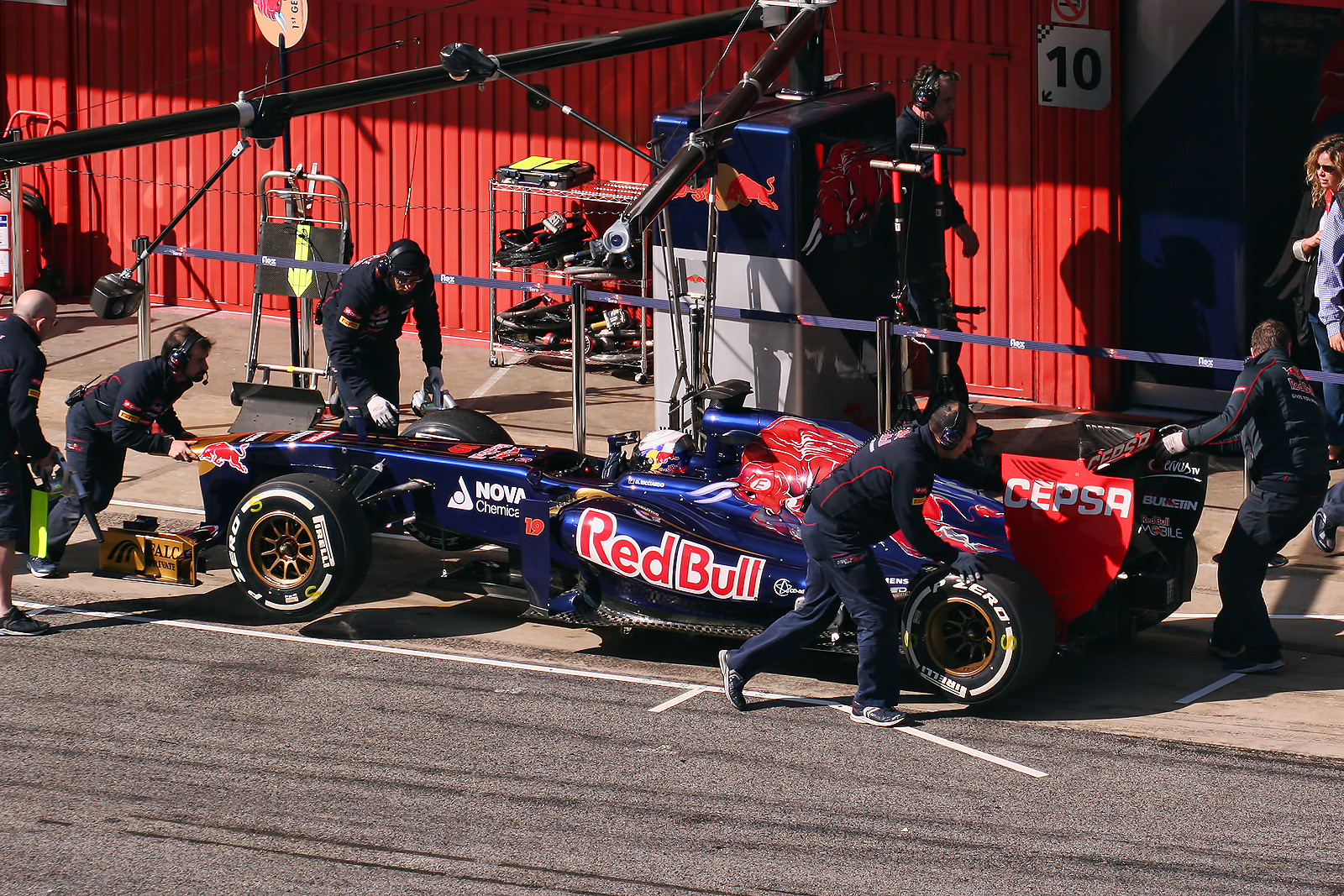
STR8 (bei Testfahrten in Barcelona)

In der Formel-1-Weltmeisterschaft 2013 ging Toro Rosso erneut mit Jean-Éric Vergne und Daniel Ricciardo an den Start. Einsatzauto ist der von James Key entwickelte Toro Rosso STR8, der wie seine Vorgänger Motoren von Ferrari einsetzte. Bei sechs der ersten sieben Rennen des Jahres kam Toro Rosso in die Punkte. Das beste Einzelergebnis war Vergnes sechster Platz beim Großen Preis von Kanada. Hier erreichte Vergne mit dem siebten Startplatz auch das beste Qualifikationsergebnis seit zwei Jahren. Nach dem letzten Rennen belegte Toro Rosso mit 33 Punkten Rang acht der Konstrukteurswertung. Das Team konnte sich damit vor dem Traditionsrennstall Williams positionieren.
Mit Ablauf der Saison 2013 endete die siebenjährige Verbindung Toro Rossos mit Ferrari. Auch Ricciardo verließ das Team zum Jahresende: Er wechselte für die Formel-1-Weltmeisterschaft 2014 zu Red Bull Racing und ersetzt dort Mark Webber.

#### 2014
Ab der Saison 2014 nutzte Toro Rosso ebenso wie Red Bull Sechszylindermotoren vom Typ Renault Energy F1 2014. Beobachter werteten den Wechsel des Motorenlieferanten als eine Möglichkeit, die Synergieeffekte zwischen Toro Rosso und Red Bull zu erhöhen. Es wurde erwartet, dass Toro Rosso dem Mutterteam bei der Weiterentwicklung des Antriebssystems helfen werde. Einsatzfahrzeug war der Toro Rosso STR9, der wiederum von James Key konstruiert wurde. Fahrer waren Jean-Éric Vergne, der im Team verblieben ist, sowie der russische Formel-1-Debütant Daniil Kwjat. Am Ende der Saison belegte Toro Rosso mit 30 Punkten Platz sieben der Konstrukteurswertung; es war das beste Ergebnis des Teams seit 2008.

#### 2015

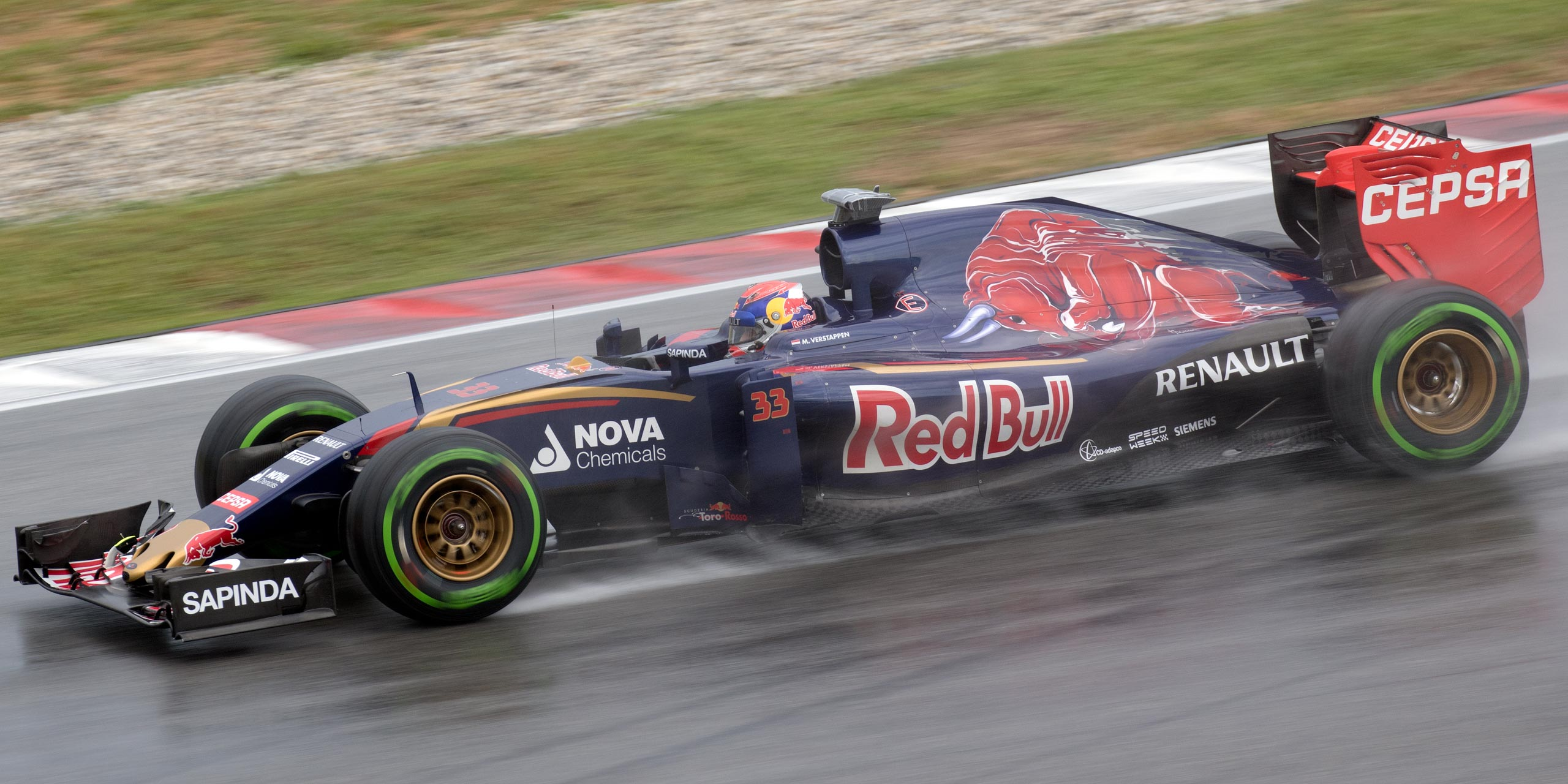
Max Verstappen im STR10 beim Großen Preis von Malaysia 2015

Für die Saison 2015 blieb das technische Paket unverändert. Toro Rosso verwendete weiterhin Renault-Motoren. Der Toro Rosso STR10 basierte konzeptionell auf dem Vorgängermodell, hatte aber zahlreiche Detailmodifikationen erfahren. Zum Jahreswechsel tauschte Toro Rosso die Fahrerpaarung aus. Kwjat ging zu Red Bull, wo er Sebastian Vettels Cockpit übernahm. Jean-Éric Vergne verließ das Team ebenfalls; er übernahm für 2015 die Rolle des Testfahrers bei Ferrari. Als Fahrer verpflichtete Toro Rosso die Debütanten Carlos Sainz junior und Max Verstappen, dessen Vater Jos 2003 für Toro Rossos Vorgängerteam Minardi gefahren war. Verstappen kam in Ungarn und in den USA jeweils als Vierter ins Ziel. Er erzielte damit die besten Einzelergebnisse des Teams seit Vettels Sieg in Italien 2008. Am Saisonende lag Toro Rosso mit 67 Punkten erneut auf Platz sieben der Konstrukteurswertung. Der Vorsprung auf das achtplatzierte Sauber-Team betrug 31 Punkte, Toro Rossos Rückstand auf den sechstplatzierten Rennstall Lotus elf Punkte.

#### 2016

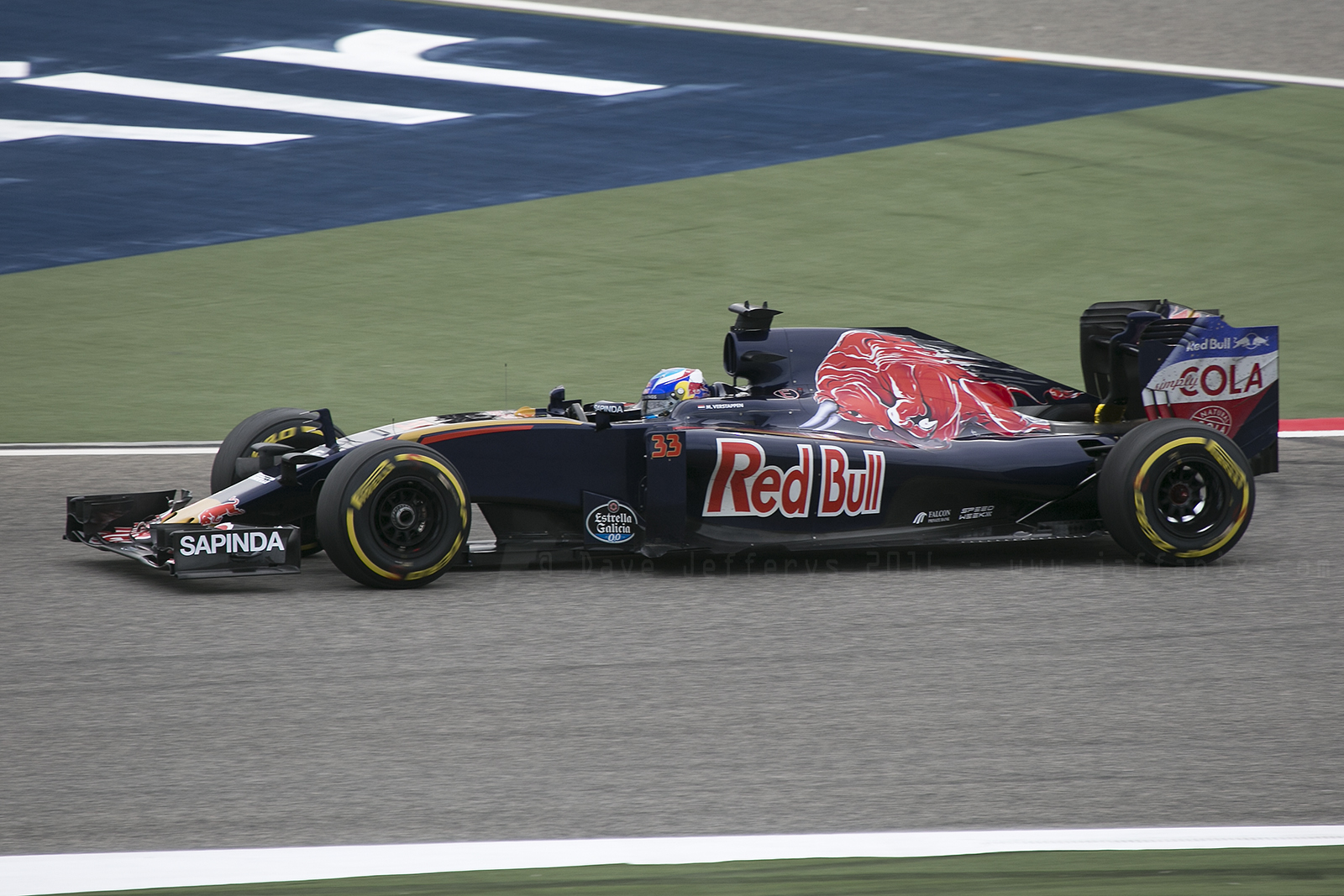
Max Verstappen im Toro Rosso STR11 beim Großen Preis von Bahrain 2016

In der Saison 2016 trat Toro Rosso mit dem Toro Rosso STR11 an, der eine Weiterentwicklung des letztjährigen Modells war. Der STR11 wurde vom Ferrari 059/4 angetrieben, einem 1,6 Liter großen V6-Motor mit einem Turbolader. Das Triebwerk hatte die Spezifikation der Saison 2015. Sauber und Haas, die anderen Ferrari-Kundenteams, verwendeten dagegen wie das Werksteam Motoren, die sich auf dem Entwicklungsstand von 2016 befanden. Toro Rosso war das einzige Team, das 2016 mit Vorjahresmotoren antrat.
Fahrer waren zunächst wie im Vorjahr Carlos Sainz jr. und Max Verstappen. Nachdem allerdings Daniil Kwjat, einer der Stammfahrer bei Red Bull, zu Saisonbeginn in mehrere Kollisionen verwickelt gewesen war, versetzte ihn Red Bulls Teamleitung ab dem Großen Preis von Spanien zu Toro Rosso, während Verstappen Kwjats Platz im Hauptteam einnimmt.
In der ersten Saisonhälfte kam Toro Rosso abgesehen von wenigen Ausnahmen regelmäßig mit mindestens einem Auto in die Punkteränge. Die besten Ergebnisse waren bis dahin zwei sechste Plätze von Verstappen (Bahrain) und Sainz jr (Spanien). Nach dem letzten europäischen Weltmeisterschaftslauf in Italien belegte Toro Rosso als bestes Ferrari-Kundenteam mit 45 Punkten Rang sieben der Konstrukteurswertung. Haas F1 lag mit 28 Punkten auf Rang acht, während Sauber ohne Weltmeisterschaftspunkt den letzten Rang belegte.

#### 2017

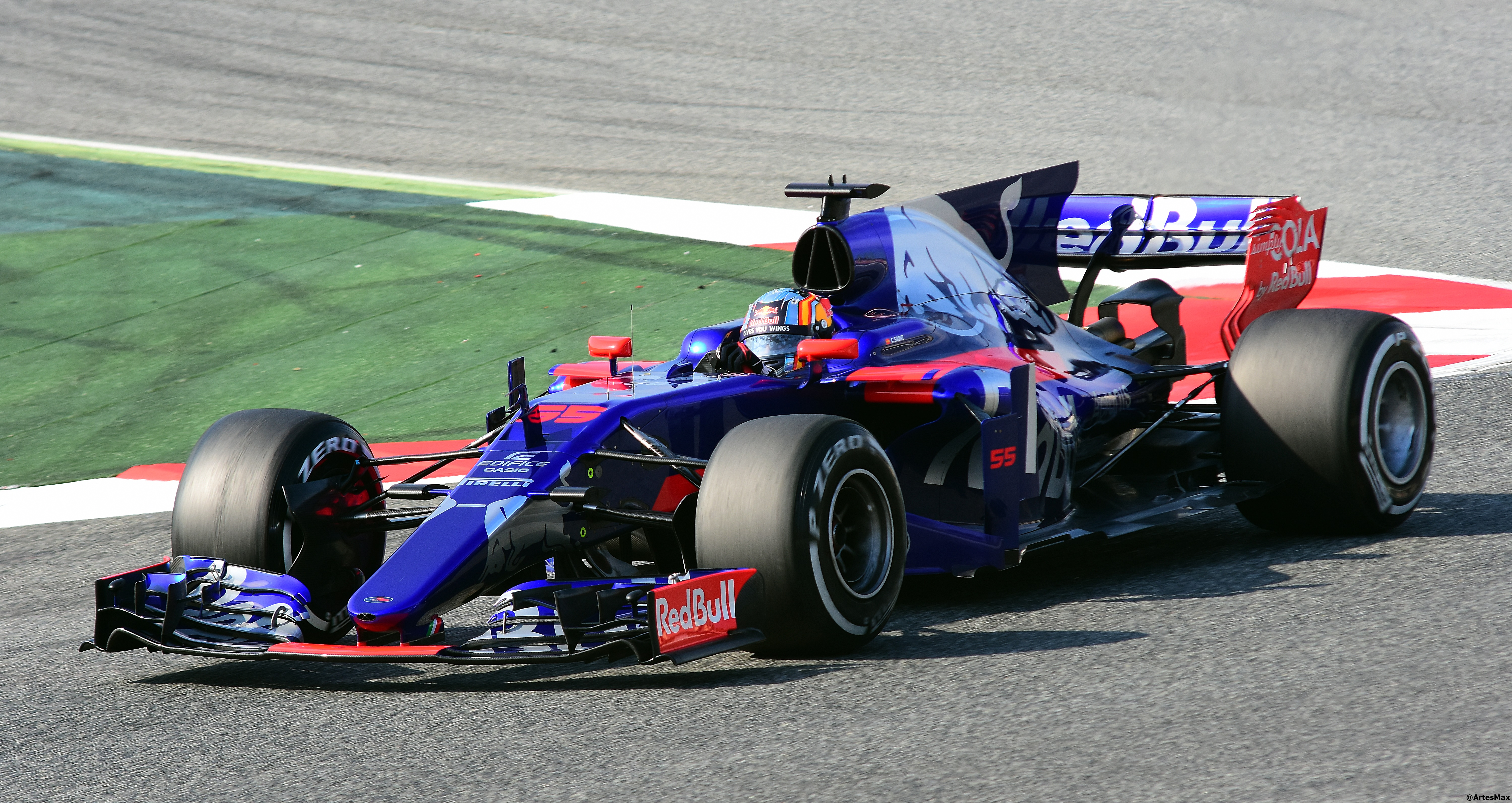
Toro Rosso STR12: Carlos Sainz Jr. bei Testfahrten in Barcelona

Für die Saison 2017 kehrte Toro Rosso zu Renault-Motoren zurück. Einsatzfahrzeug war der Toro Rosso STR12. Die Fahrerpaarung entsprach zu Saisonbeginn zunächst der des Vorjahres, im Laufe des Jahres wechselte Toro Rosso aber beide Fahrer aus. Ab dem Großen Preis von Malaysia übernahm Pierre Gasly zunächst Kwjats Cockpit, und im Herbst wechselte Carlos Sainz Jr. zum Renault-Werksteam. An seiner Stelle fuhr ab dem Großen Preis der USA dann Brendon Hartley. Auslöser für den letztgenannten Wechsel war ein Geschäft zwischen Honda, Renault, Red Bull, Toro Rosso und McLaren, bei dem es in erster Linie um einen Motorentausch für die Saison 2018 ging. Die beteiligten Teams einigten sich im September 2017 darauf, dass Honda ab 2018 statt McLaren nunmehr Toro Rosso mit Motoren beliefern und McLaren stattdessen Renault-Motoren erhalten würde. Renault übernahm im Zuge dieses Geschäfts auch den Toro-Rosso-Piloten Carlos Sainz junior, der dort noch vor Ende der Saison 2017 Jolyon Palmer ersetzte.
Beim Auftaktrennen in Australien kamen die Toro-Rosso-Fahrer auf den Plätzen acht (Sainz) und neun ins Ziel und erzielten damit bessere Ergebnisse als die Konkurrenten McLaren, Renault und Sauber. Durch einen siebten und einen neunten Platz in Spanien konnte sich das Team zwischenzeitlich sogar auf Platz fünf der Konstrukteurswertung vorarbeiten, fiel dann aber bis zur Saisonmitte hinter Williams zurück auf die sechste Position. Am Saisonende belegte Toro Rosso mit 53 Punkten Rang sieben der Konstrukteurswertung.

#### 2018
In der Saison 2018 trat Toro Rosso wieder mit Pierre Gasly und Brendon Hartley an. Einsatzfahrzeug war der STR13, der erneut unter der Leitung von James Key entwickelt wurde. Honda löste Renault als Motorenpartner ab. Das Team belegte unter dem Namen Scuderia Toro Rosso Honda (auch Red Bull Toro Rosso Honda) am Saisonende den 9. Rang der Konstrukteurswertung.

#### 2019

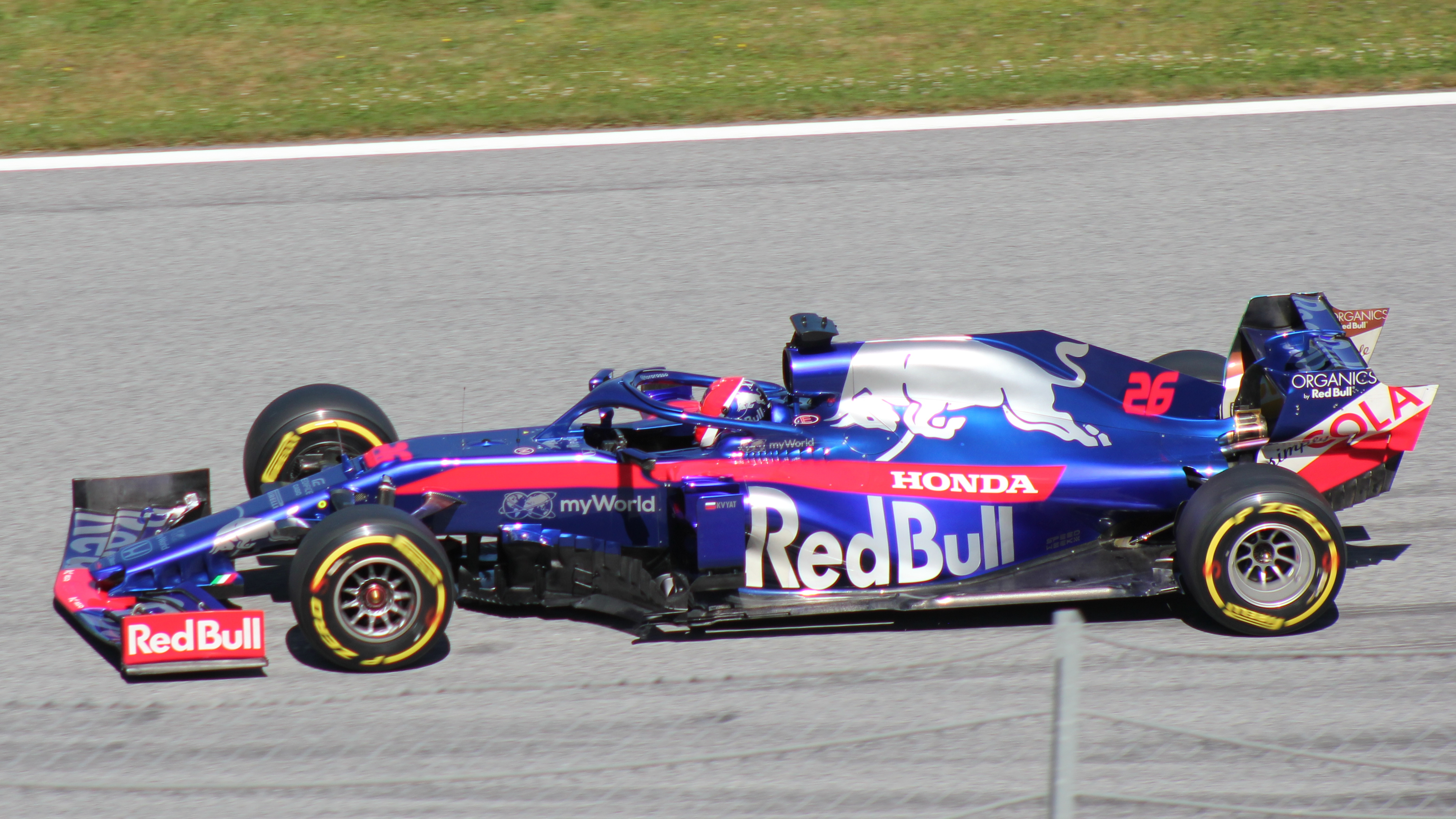
Daniil Kwjat im STR14 beim Großen Preis von Österreich 2019

Das Rennjahr bestritt das Team mit dem STR14. Nachdem Hartley die Formel 1 verlassen musste und Gasly zur neuen Saison zu Red Bull Racing wechselte, übernahmen zunächst Daniil Kwjat und Alexander Albon die Cockpits für die Saison 2019. Nach der Sommerpause kehrte Pierre Gasly zu Toro Rosso zurück, während Alexander Albon im Tausch zum Schwesterteam Red Bull Racing wechselte. Toro Rosso hatte eine starke Saison. Beim Großen Preis von Deutschland holte Kwjat als Dritter das erste Podium für das Team seit Sebastian Vettels Sieg in Italien 2008. In Brasilien wurde Gasly Zweiter. Damit gelangen dem Rennstall erstmals in seiner Geschichte zwei Podien in einem Jahr. Außerdem holte man regelmäßig Punkte, insgesamt 85, und stellte am Saisonende mit dem sechsten Gesamtrang seine Bestleistung aus der Saison 2008 ein. Gasly belegte den siebten Gesamtrang der Fahrerwertung, während Kwjat 13. wurde. Albon beendete die Saison nach seinem Wechsel zu Red Bull als Achter.

## 2020 bis 2023: Scuderia Alphatauri

Logo Scuderia AlphaTauri

### 2020–2021: Die letzten beiden Honda-Jahre

#### 2020

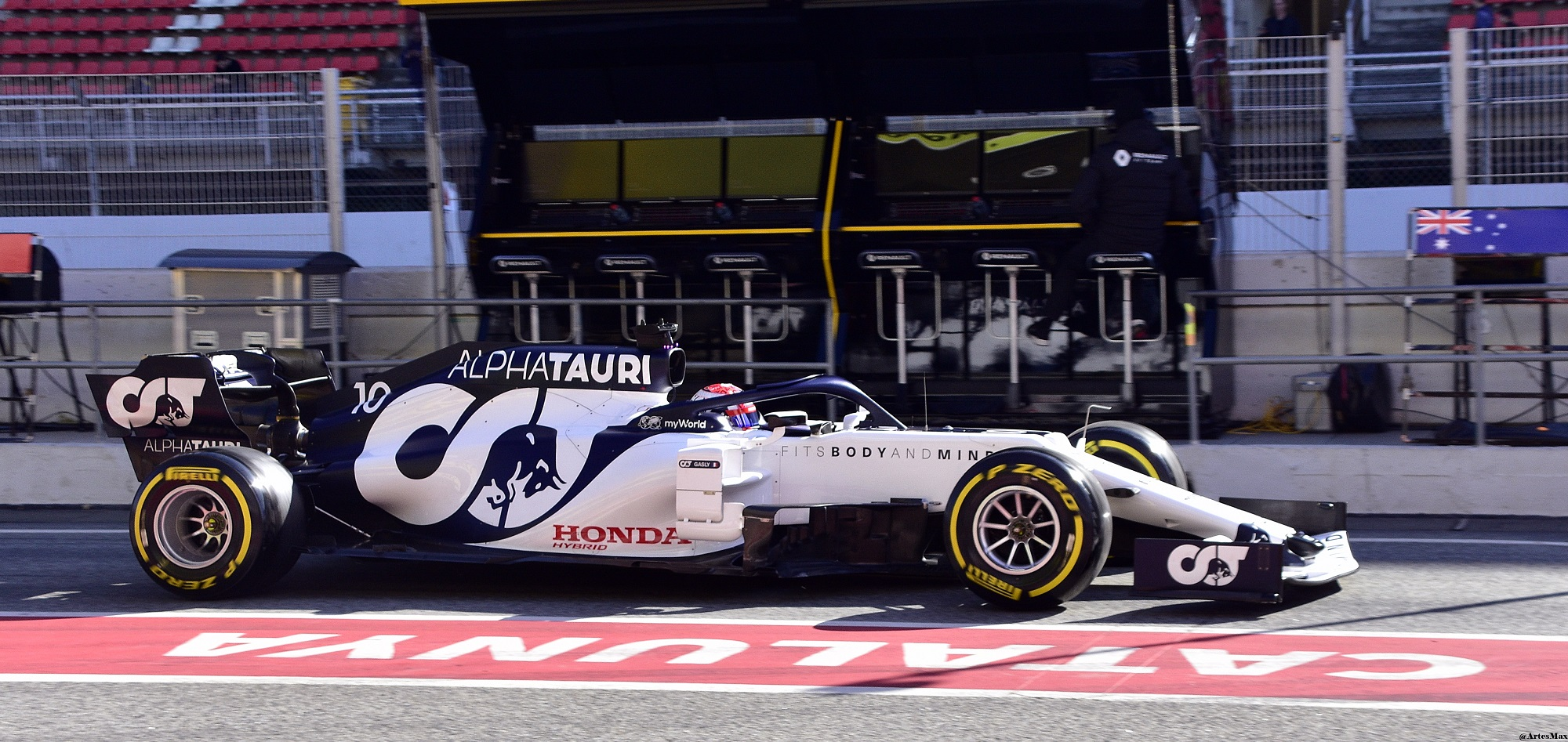
Gasly im AT01 bei den Vorsaisontests in Barcelona

In der Saison 2020 trat das Team als AlphaTauri (alternativ auch AlphaTauri-Honda genannt) an. Einsatzfahrzeug war der AlphaTauri AT01, der wie seine Toro-Rosso-Vorgänger von einem Honda-Motor angetrieben wurde. Die Fahrerpaarung entsprach der des Vorjahrs. Bei einem turbulenten Großen Preis von Italien in Monza gewann Gasly seinen ersten Grand Prix. Wie schon 2008 mit Sebastian Vettel gelang dem Team, das damals noch als Toro Rosso firmierte, ausgerechnet auf der gleichen Strecke der zweite Sieg. AlphaTauri beendete die Saison auf dem siebten Platz der Konstrukteurswertung mit 107 Punkten. Dies war die bis dahin höchste Gesamtpunktzahl in der Geschichte des Teams am Ende eines Jahres. In der Fahrerwertung wurde Gasly Zehnter mit 75 Punkten, während Kwjat 14. wurde und 32 Zähler einfuhr.

#### 2021

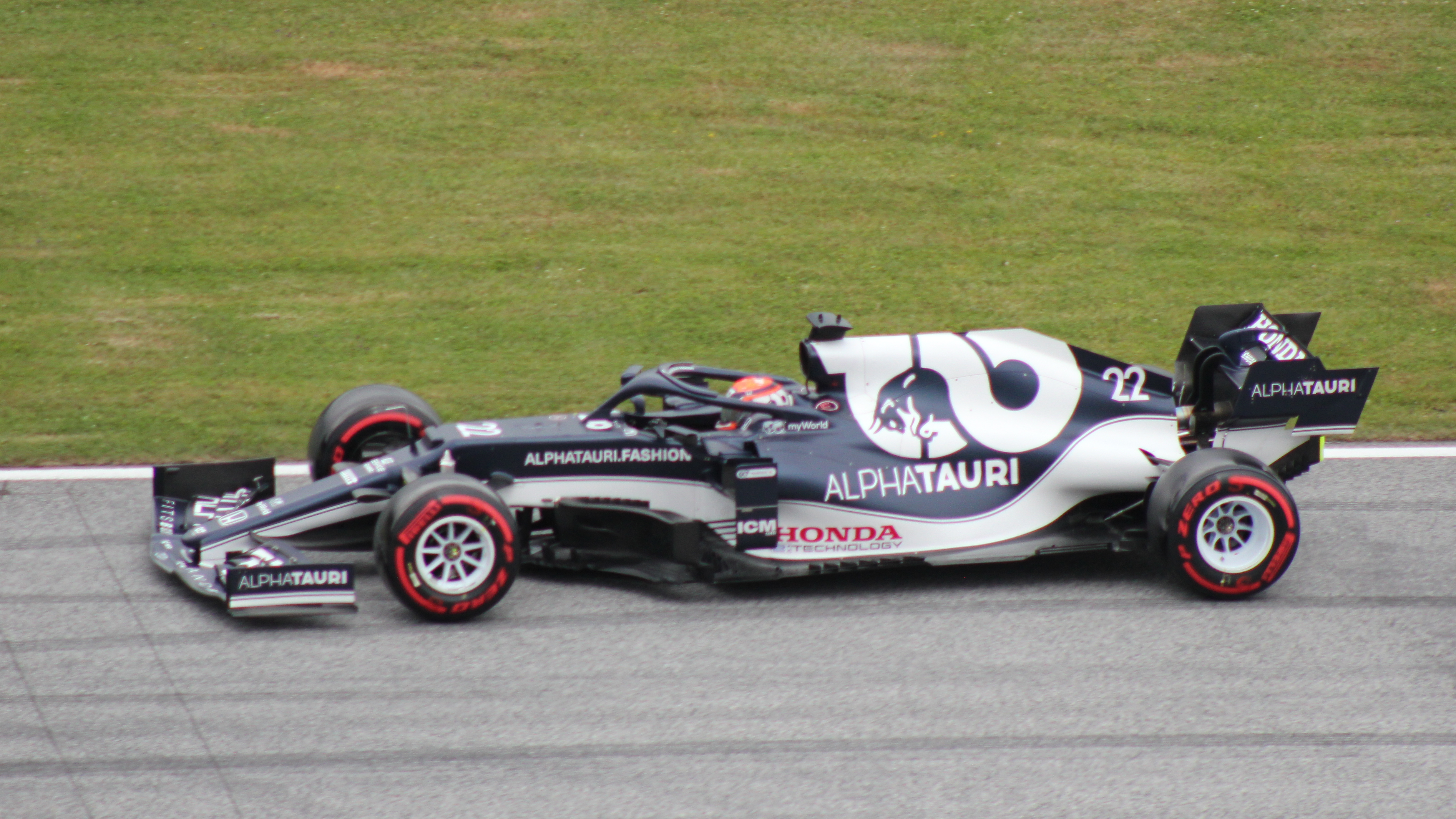
AlphaTauri AT02

Bereits im Dezember 2020 bestätigte der Rennstall, dass ab der Saison 2021 der japanische Rennfahrer Yuki Tsunoda an der Seite Gaslys an den Start geht. Zum Einsatz kam der AlphaTauri AT02, der wiederum eine Weiterentwicklung seines Vorgängers darstellt. Die Saison stand wie im Vorjahr unter den Auswirkungen der Corona-Pandemie und hatte gleichwohl die meisten Grand Prix aller Formel-1-Saisons der neuen Zeit mit 22 Rennen. Das beste Einzelergebnis fuhr Pierre Gasly beim ereignisreichen Großen Preis von Aserbaidschan mit Platz 3 ein. Das beste Teamergebnis gab es beim Großen Preis von Abu Dhabi, wo Tsunoda und Gasly auf dem vierten und fünften Platz ins Ziel kamen. In der Konstrukteurswertung belegte AlphaTauri am Saisonende den sechsten Platz mit 142 Punkten, womit der eigene Bestwert aus dem Vorjahr nochmals übertroffen wurde. In der Fahrerwertung wurde Gasly mit 110 Punkten Neunter, während Tsunoda seine Debütsaison mit 32 Zählern auf dem 14. Gesamtrang abschloss.

### Seit 2022: Motoren von Red Bull

#### 2022
Bereits Ende 2020 gab Honda seinen Ausstieg aus der Formel-1-Weltmeisterschaft zum Ende der Saison 2021 bekannt. AlphaTauris Schwesterteam Red Bull Racing übernahm daraufhin Hondas Motorenprogramm und führt es seitdem unter der Bezeichnung Red Bull Powertrains weiter. Honda ist bis mindestens 2025 unterstützend tätig.
In der Saison 2022 trat das Team erneut mit Pierre Gasly und Yuki Tsunoda als Fahrer an.
Am 22. September 2022 gab AlphaTauri bekannt, dass Tsunoda auch 2023 für das Team fahren wird.
Am 8. Oktober wurde bekannt gegeben, dass Gasly das Team Richtung Alpine verlassen wird. 2023 wurde er von Nyck de Vries ersetzt.

#### 2023

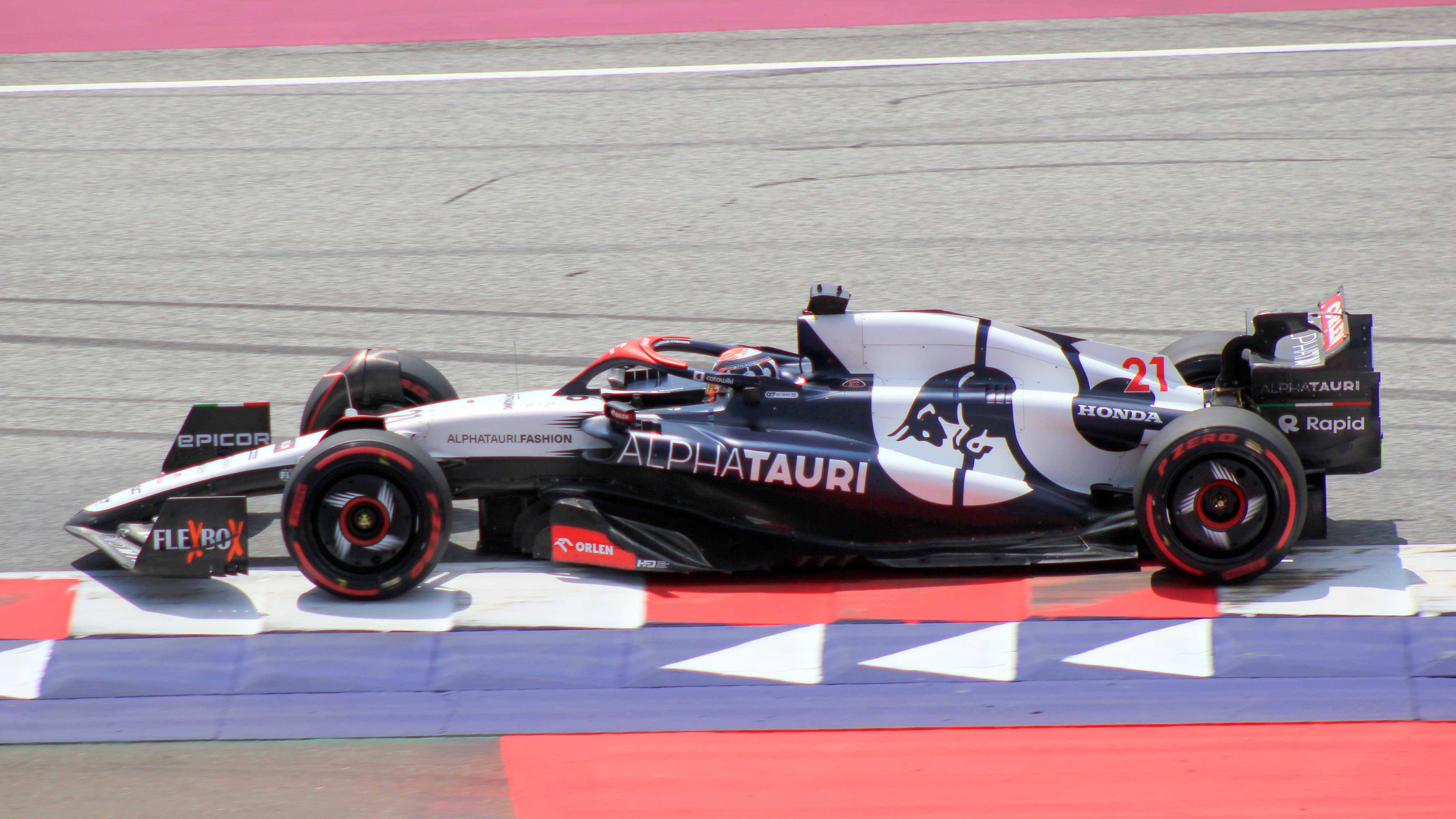
AlphaTauri AT04 von Nyck de Vries beim Training zum Großen Preis von Österreich 2023

In der Saison 2023 startete das Team mit Yuki Tsunoda und Nyck de Vries als Fahrer.
Am 11. Juli wurde bekannt gegeben, dass de Vries ab dem Großen Preis von Ungarn 2023 das Team verlässt, Daniel Ricciardo übernimmt sein Cockpit für den Rest der Saison.
Im zweiten freien Training beim Großen Preis der Niederlande 2023 brach sich Ricciardo das Handgelenk und wurde daraufhin für das Wochenende von Liam Lawson vertreten. Auch beim Großen Preis von Italien und beim Großen Preis von Singapur ersetzte Lawson Ricciardo.

### Seit 2024: Visa Cash App RB Formula One Team

#### 2024
Am 24. Januar 2024 wurde der neue Teamname veröffentlicht, das Team ging ab dann als Visa Cash App RB Formula One Team an den Start. Der Name setzt sich aus den beiden Sponsoren Visa Inc. und Cash App zusammen.
Am 9. Februar 2024 stellte das Team sein Fahrzeug für die Saison 2024, mit der Bezeichnung VCARB 01, vor. Das Design wurde an die früheren Torro Rosso der Jahre 2017 bis 2019 angelehnt. Die Zusammenarbeit mit dem Schwesterteam Red Bull Racing wird ab der Saison 2024 enger.
Racing Bulls gehen 2024 mit den Fahrern Yuki Tsunoda und dem Australier Daniel Ricciardo an den Start.

## Zahlen und Daten

### Statistik in der Formel 1
Stand: Großer Preis von Ungarn, 3. August 2025
| Saison | Teamname                           | Chassis               | Motor                  | Reifen | Grand Prix | Siege | Zweiter | Dritter | Poles | schn. Runden | Punkte | WM-Rang |
| ------ | ---------------------------------- | --------------------- | ---------------------- | ------ | ---------- | ----- | ------- | ------- | ----- | ------------ | ------ | ------- |
| 2006   | Scuderia Toro Rosso                | Toro Rosso STR1       | Cosworth 3.0 V10       | M      | 18         | –     | –       | –       | –     | –            | 1      | 9.      |
| 2007   | Scuderia Toro Rosso                | Toro Rosso STR2       | Ferrari 2.4 V8         | B      | 17         | –     | –       | –       | –     | –            | 8      | 7.      |
| 2008   | Scuderia Toro Rosso                | Toro Rosso STR2B/STR3 | Ferrari 2.4 V8         | B      | 18         | 1     | –       | –       | 1     | –            | 39     | 6.      |
| 2009   | Scuderia Toro Rosso                | Toro Rosso STR4       | Ferrari 2.4 V8         | B      | 17         | –     | –       | –       | –     | –            | 8      | 10.     |
| 2010   | Scuderia Toro Rosso                | Toro Rosso STR5       | Ferrari 2.4 V8         | B      | 19         | –     | –       | –       | –     | –            | 13     | 9.      |
| 2011   | Scuderia Toro Rosso                | Toro Rosso STR6       | Ferrari 2.4 V8         | P      | 19         | –     | –       | –       | –     | –            | 41     | 8.      |
| 2012   | Scuderia Toro Rosso                | Toro Rosso STR7       | Ferrari 2.4 V8         | P      | 20         | –     | –       | –       | –     | –            | 26     | 9.      |
| 2013   | Scuderia Toro Rosso                | Toro Rosso STR8       | Ferrari 2.4 V8         | P      | 19         | –     | –       | –       | –     | –            | 33     | 8.      |
| 2014   | Scuderia Toro Rosso                | Toro Rosso STR9       | Renault Energy F1 2014 | P      | 19         | –     | –       | –       | –     | –            | 30     | 7.      |
| 2015   | Scuderia Toro Rosso                | Toro Rosso STR10      | Renault Energy F1 2015 | P      | 19         | –     | –       | –       | –     | –            | 67     | 7.      |
| 2016   | Scuderia Toro Rosso                | Toro Rosso STR11      | Ferrari 059/4          | P      | 21         | –     | –       | –       | –     | 1            | 63     | 7.      |
| 2017   | Scuderia Toro Rosso                | Toro Rosso STR12      | Renault R.E.17         | P      | 20         | –     | –       | –       | –     | –            | 53     | 7.      |
| 2018   | Red Bull Toro Rosso Honda          | Toro Rosso STR13      | Honda 1.6 V6 Hybrid    | P      | 21         | –     | –       | –       | –     | –            | 33     | 9.      |
| 2019   | Red Bull Toro Rosso Honda          | Toro Rosso STR14      | Honda 1.6 V6 Hybrid    | P      | 21         | –     | 1       | 1       | –     | –            | 85     | 6.      |
| 2020   | Scuderia Alphatauri Honda          | AlphaTauri AT01       | Honda 1.6 V6 Hybrid    | P      | 17         | 1     | –       | –       | –     | –            | 107    | 7.      |
| 2021   | Scuderia AlphaTauri Honda          | AlphaTauri AT02       | Honda 1.6 V6 Hybrid    | P      | 22         | –     | –       | 1       | –     | 1            | 142    | 6.      |
| 2022   | Scuderia AlphaTauri                | AlphaTauri AT03       | RBPT 1.6 V6 Hybrid     | P      | 22         | –     | –       | –       | –     | –            | 35     | 9.      |
| 2023   | Scuderia AlphaTauri                | AlphaTauri AT04       | Honda RBPTH001         | P      | 22         | –     | –       | –       | –     | 1            | 25     | 8.      |
| 2024   | Visa Cash App RB F1 Team           | VCARB 01              | Honda RBPTH002         | P      | 24         | –     | –       | –       | –     | 1            | 46     | 8.      |
| 2025   | Visa Cash App Racing Bulls F1 Team | VCARB 02              | Honda RBPTH002         | P      | 14         | –     | –       | –       | –     | –            | 45     | 8.      |
| Gesamt | Gesamt                             | Gesamt                | Gesamt                 | Gesamt | 388        | 2     | 1       | 2       | 1     | 4            | 900    |         |

### Alle Fahrer für Toro Rosso/AlphaTauri in der Formel 1
Stand: Großer Preis von Ungarn, 3. August 2025
| Name               | Jahre                      | Grand Prix | Punkte | Siege | Zweiter | Dritter | Poles | SR | beste WM-Pos. |
| ------------------ | -------------------------- | ---------- | ------ | ----- | ------- | ------- | ----- | -- | ------------- |
| Pierre Gasly       | 2017–2022                  | 96         | 269    | 1     | 1       | 1       | –     | 1  | 7. (2019)     |
| Daniil Kwjat       | 2014, 2016–2017, 2019–2020 | 89         | 86     | –     | –       | 1       | –     | 1  | 13. (2019)    |
| Yuki Tsunoda       | 2021–2025                  | 89         | 94     | –     | –       | –       | –     | 1  | 12. (2024)    |
| Daniel Ricciardo   | 2012–2013, 2023–2024       | 64         | 48     | –     | –       | –       | –     | 1  | 14. (2013)    |
| Jean-Éric Vergne   | 2012–2014                  | 58         | 51     | –     | –       | –       | –     | –  | 13. (2014)    |
| Carlos Sainz jr.   | 2015–2017                  | 56         | 112    | –     | –       | –       | –     | –  | 9. (2017)     |
| Sébastien Buemi    | 2009–2011                  | 55         | 29     | –     | –       | –       | –     | –  | 15. (2011)    |
| Jaime Alguersuari  | 2009–2011                  | 46         | 31     | –     | –       | –       | –     | –  | 14. (2011)    |
| Vitantonio Liuzzi  | 2006–2007                  | 35         | 4      | –     | –       | –       | –     | –  | 18. (2007)    |
| Scott Speed        | 2006–2007                  | 28         | –      | –     | –       | –       | –     | –  | 20. (2006)    |
| Sébastien Bourdais | 2008–2009                  | 27         | 6      | –     | –       | –       | –     | –  | 17. (2008)    |
| Brendon Hartley    | 2017–2018                  | 25         | 4      | –     | –       | –       | –     | –  | 19. (2018)    |
| Sebastian Vettel   | 2007–2008                  | 25         | 40     | 1     | –       | –       | 1     | –  | 08. (2008)    |
| Liam Lawson        | 2023–                      | 23         | 26     | –     | –       | –       | –     | –  | 20. (2023)    |
| Max Verstappen     | 2015–2016                  | 23         | 62     | –     | –       | –       | –     | –  | 12. (2015)    |
| Isack Hadjar       | 2025–                      | 14         | 22     | –     | –       | –       | –     | –  | –.            |
| Alexander Albon    | 2019                       | 12         | 16     | –     | –       | –       | –     | –  | 8. (2019)     |
| Nyck de Vries      | 2023                       | 10         | –      | –     | –       | –       | –     | –  | 22. (2023)    |

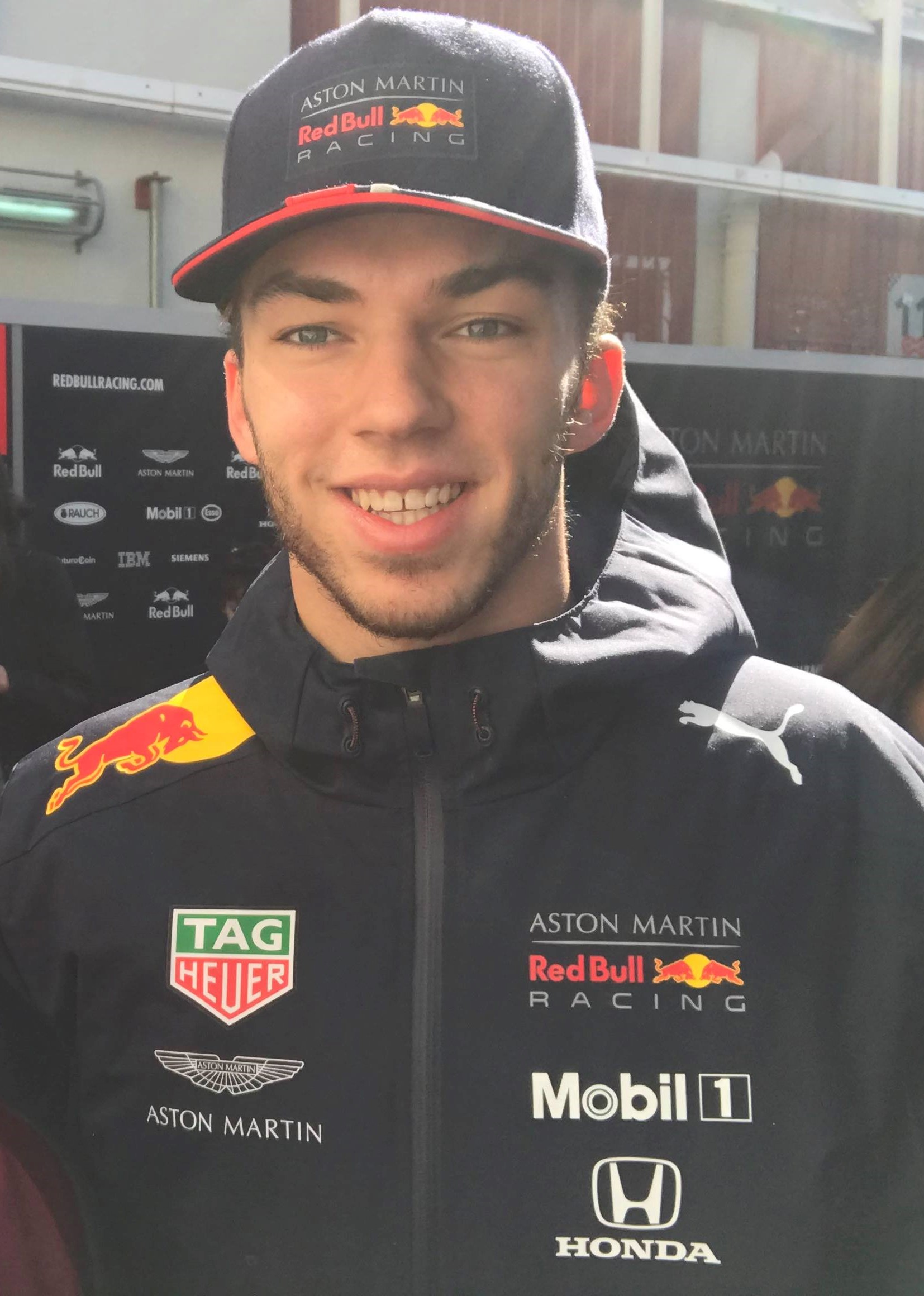
Erzielte die bisher meisten Punkte auf Toro Rosso/AlphaTauri: Pierre Gasly

Aktuelle Fahrer sind in gelb dargestellt.

### Ergebnisse in der Formel 1

#### 2006 bis 2019
| Saison | Chassis     | Fahrer         | Nr.   | 1   | 2   | 3   | 4   | 5   | 6   | 7   | 8   | 9   | 10  | 11  | 12  | 13  | 14  | 15  | 16  | 17  | 18  | 19  | 20 | 21  | Punkte | Rang |
| ------ | ----------- | -------------- | ----- | --- | --- | --- | --- | --- | --- | --- | --- | --- | --- | --- | --- | --- | --- | --- | --- | --- | --- | --- | -- | --- | ------ | ---- |
| 2006   | STR1        |                |       |     |     |     |     |     |     |     |     |     |     |     |     |     |     |     |     |     |     |     |    |     | 1      | 9.   |
| 2006   | STR1        | V. Liuzzi      | 20    | 11  | 11  | DNF | 14  | DNF | 15* | 10  | 13  | 13  | 8   | 13  | 10  | DNF | DNF | 14  | 10  | 14  | 13  |     |    |     | 1      | 9.   |
| 2006   | STR1        | S. Speed       | 21    | 13  | DNF | 9   | 15  | 11  | DNF | 13  | DNF | 10  | DNF | 10  | 12  | 11  | 13  | 13  | 14  | 18  | 11  |     |    |     | 1      | 9.   |
| 2007   | STR2        |                |       |     |     |     |     |     |     |     |     |     |     |     |     |     |     |     |     |     |     |     |    |     | 8      | 7.   |
| 2007   | STR2        | V. Liuzzi      | 18    | 14  | 17  | DNF | DNF | DNF | DNF | 17* | DNF | 16* | DNF | DNF | 15  | 17  | 12  | 9   | 6   | 13  |     |     |    |     | 8      | 7.   |
| 2007   | STR2        | S. Speed       | 19    | DNF | 14  | DNF | DNF | 9   | DNF | 13  | DNF | DNF | DNF |     |     |     |     |     |     |     |     |     |    |     | 8      | 7.   |
| 2007   | STR2        | S. Vettel      | 19    |     |     |     |     |     |     |     |     |     |     | 16  | 19  | 18  | DNF | DNF | 4   | DNF |     |     |    |     | 8      | 7.   |
| 2008   | STR2B, STR3 |                |       |     |     |     |     |     |     |     |     |     |     |     |     |     |     |     |     |     |     |     |    |     | 39     | 6.   |
| 2008   | STR2B, STR3 | S. Bourdais    | 14    | 7*  | DNF | 15  | DNF | DNF | DNF | 13  | 17  | 11  | 12  | 18  | 10  | 7   | 18  | 12  | 10  | 13  | 14  |     |    |     | 39     | 6.   |
| 2008   | STR2B, STR3 | S. Vettel      | 15    | DNF | DNF | DNF | DNF | 17  | 5   | 8   | 12  | DNF | 8   | DNF | 6   | 5   | 1   | 5   | 6   | 9   | 4   |     |    |     | 39     | 6.   |
| 2009   | STR4        |                |       |     |     |     |     |     |     |     |     |     |     |     |     |     |     |     |     |     |     |     |    |     | 8      | 10.  |
| 2009   | STR4        | S. Bourdais    | 11    | 8   | 10  | 11  | 13  | DNF | 8   | 18  | DNF | DNF |     |     |     |     |     |     |     |     |     |     |    |     | 8      | 10.  |
| 2009   | STR4        | J. Alguersuari | 11    |     |     |     |     |     |     |     |     |     | 15  | 16  | DNF | DNF | DNF | DNF | 14  | DNF |     |     |    |     | 8      | 10.  |
| 2009   | STR4        | S. Buemi       | 12    | 7   | 16* | 8   | 17  | DNF | DNF | 15  | 18  | 16  | 16  | DNF | 12  | 13  | DNF | DNF | 7   | 8   |     |     |    |     | 8      | 10.  |
| 2010   | STR5        |                |       |     |     |     |     |     |     |     |     |     |     |     |     |     |     |     |     |     |     |     |    |     | 13     | 9.   |
| 2010   | STR5        | S. Buemi       | 16    | 16  | DNF | 11  | DNF | DNF | 10  | 16  | 8   | 9   | 12  | DNF | 12  | 12  | 11  | 14  | 10  | DNF | 13  | 15  |    |     | 13     | 9.   |
| 2010   | STR5        | J. Alguersuari | 17    | 13  | 11  | 9   | 13  | 10  | 11  | 12  | 12  | 13  | DNF | 15  | DNF | 13  | 15  | 12  | 11  | 11  | 11  | 9   |    |     | 13     | 9.   |
| 2011   | STR6        |                |       |     |     |     |     |     |     |     |     |     |     |     |     |     |     |     |     |     |     |     |    |     | 41     | 8.   |
| 2011   | STR6        | S. Buemi       | 18    | 8   | 13  | 14  | 9   | 14  | 10  | 10  | 13  | DNF | 15  | 8   | DNF | 10  | 12  | DNF | 9   | DNF | DNF | 12  |    |     | 41     | 8.   |
| 2011   | STR6        | J. Alguersuari | 19    | 11  | 14  | DNF | 16  | 16  | DNF | 8   | 8   | 10  | 12  | 10  | DNF | 7   | 21* | 15  | 7   | 8   | 15  | 11  |    |     | 41     | 8.   |
| 2012   | STR7        |                |       |     |     |     |     |     |     |     |     |     |     |     |     |     |     |     |     |     |     |     |    |     | 26     | 9.   |
| 2012   | STR7        | D. Ricciardo   | 16    | 9   | 12  | 17  | 15  | 13  | DNF | 14  | 11  | 13  | 13  | 15  | 9   | 12  | 9   | 10  | 9   | 13  | 10  | 12  | 13 |     | 26     | 9.   |
| 2012   | STR7        | J. Vergne      | 17    | 11  | 8   | 16  | 14  | 12  | 12  | 15  | DNF | 14  | 14  | 16  | 8   | DNF | DNF | 13  | 8   | 15  | 12  | DNF | 8  |     | 26     | 9.   |
| 2013   | STR8        |                |       |     |     |     |     |     |     |     |     |     |     |     |     |     |     |     |     |     |     |     |    |     | 33     | 8.   |
| 2013   | STR8        | J. Vergne      | 18    | 12  | 10  | 12  | DNF | DNF | 8   | 6   | DNF | DNF | 12  | 12  | DNF | 14  | 18* | 12  | 13  | 17  | 16  | 15  |    |     | 33     | 8.   |
| 2013   | STR8        | D. Ricciardo   | 19    | DNF | 18* | 7   | 16  | 10  | DNF | 15  | 8   | 12  | 13  | 10  | 7   | DNF | 19* | 13  | 10  | 16  | 11  | 10  |    |     | 33     | 8.   |
| 2014   | STR9        |                |       |     |     |     |     |     |     |     |     |     |     |     |     |     |     |     |     |     |     |     |    |     | 30     | 7.   |
| 2014   | STR9        | J. Vergne      | 25    | 8   | DNF | DNF | 12  | DNF | DNF | 8   | DNF | 10  | 13  | 9   | 11  | 13  | 6   | 9   | 13  | 10  | 13  | 12  |    |     | 30     | 7.   |
| 2014   | STR9        | D. Kwjat       | 26    | 9   | 10  | 11  | 10  | 14  | DNF | DNF | DNF | 9   | DNF | 14  | 9   | 11  | 14  | 11  | 14  | 15  | 11  | DNF |    |     | 30     | 7.   |
| 2015   | STR10       |                |       |     |     |     |     |     |     |     |     |     |     |     |     |     |     |     |     |     |     |     |    |     | 67     | 7.   |
| 2015   | STR10       | M. Verstappen  | 33    | DNF | 7   | 17* | DNF | 11  | DNF | 15  | 8   | DNF | 4   | 8   | 12  | 8   | 9   | 10  | 4   | 9   | 9   | 16  |    |     | 67     | 7.   |
| 2015   | STR10       | C. Sainz       | 55    | 9   | 8   | 13  | DNF | 9   | 10  | 12  | DNF | DNF | DNF | DNF | 11  | 9   | 10  | DNF | 7   | 13  | DNF | 11  |    |     | 67     | 7.   |
| 2016   | STR11       |                |       |     |     |     |     |     |     |     |     |     |     |     |     |     |     |     |     |     |     |     |    |     | 63     | 7.   |
| 2016   | STR11       | D. Kwjat       | 26    |     |     |     |     | 10  | DNF | 12  | DNF | DNF | 10  | 16  | 15  | 14  | DNF | 9   | 14  | 13  | 11  | 18  | 13 | DNF | 63     | 7.   |
| 2016   | STR11       | M. Verstappen  | 33    | 10  | 6   | 8   | DNF |     |     |     |     |     |     |     |     |     |     |     |     |     |     |     |    |     | 63     | 7.   |
| 2016   | STR11       | C. Sainz       | 55    | 9   | DNF | 9   | 12  | 6   | 8   | 9   | DNF | 8   | 8   | 8   | 14  | DNF | 15  | 14  | 11  | 17  | 6   | 16  | 6  | DNF | 63     | 7.   |
| 2017   | STR12       |                |       |     |     |     |     |     |     |     |     |     |     |     |     |     |     |     |     |     |     |     |    |     | 53     | 7.   |
| 2017   | STR12       | P. Gasly       | 10    |     |     |     |     |     |     |     |     |     |     |     |     |     |     | 14  | 13  |     | 13  | 12  | 15 |     | 53     | 7.   |
| 2017   | STR12       | D. Kwjat       | 26    | 9   | DNF | 12  | 12  | 9   | 15* | DNF | DNF | 16  | 15  | 12  | 12  | 12  | DNF |     |     | 10  |     |     |    |     | 53     | 7.   |
| 2017   | STR12       | B. Hartley     | 28/39 |     |     |     |     |     |     |     |     |     |     |     |     |     |     |     |     | 13  | DNF | DNF | 16 |     | 53     | 7.   |
| 2017   | STR12       | C. Sainz       | 55    | 8   | 7   | DNF | 10  | 7   | 6   | DNF | 8   | DNF | DNF | 7   | 10  | 14  | 4   | DNF | DNF |     |     |     |    |     | 53     | 7.   |
| 2018   | STR13       |                |       |     |     |     |     |     |     |     |     |     |     |     |     |     |     |     |     |     |     |     |    |     | 33     | 9.   |
| 2018   | STR13       | P. Gasly       | 10    | DNF | 4   | 18  | 12  | DNF | 7   | 11  | DNF | 11  | 13  | 14  | 6   | 9   | 14  | 13  | DNF | 11  | 12  | 10  | 13 | DNF | 33     | 9.   |
| 2018   | STR13       | B. Hartley     | 28    | 15  | 17  | 20* | 10  | 12  | 19* | DNF | 14  | DNF | DNF | 10  | 11  | 14  | DNF | 17  | DNF | 13  | 9   | 14  | 11 | 12  | 33     | 9.   |
| 2019   | STR14       |                |       |     |     |     |     |     |     |     |     |     |     |     |     |     |     |     |     |     |     |     |    |     | 85     | 6.   |
| 2019   | STR14       | P. Gasly       | 10    |     |     |     |     |     |     |     |     |     |     |     |     | 9   | 11  | 8   | 14  | 7   | 9   | 16* | 2  | 18  | 85     | 6.   |
| 2019   | STR14       | A. Albon       | 23    | 14  | 9   | 10  | 11  | 11  | 8   | DNF | 15  | 15  | 12  | 6   | 10  |     |     |     |     |     |     |     |    |     | 85     | 6.   |
| 2019   | STR14       | D. Kwjat       | 26    | 10  | 12  | DNF | DNF | 9   | 7   | 10  | 14  | 17  | 9   | 3   | 15  | 7   | DNF | 15  | 12  | 10  | 11  | 12  | 10 | 9   | 85     | 6.   |

#### Seit 2020
| Saison | Chassis  | Fahrer       | Nr. | 1    | 2    | 3   | 4   | 5   | 6   | 7  | 8   | 9   | 10  | 11 | 12  | 13  | 14  | 15  | 16  | 17  | 18  | 19 | 20  | 21  | 22 | 23 | 24  | Punkte | Rang |
| ------ | -------- | ------------ | --- | ---- | ---- | --- | --- | --- | --- | -- | --- | --- | --- | -- | --- | --- | --- | --- | --- | --- | --- | -- | --- | --- | -- | -- | --- | ------ | ---- |
| 2020   | AT01     |              |     |      |      |     |     |     |     |    |     |     |     |    |     |     |     |     |     |     |     |    |     |     |    |    |     | 107    | 7.   |
| 2020   | AT01     | P. Gasly     | 10  | 7    | 15   | DNF | 7   | 11  | 9   | 8  | 1   | DNF | 9   | 6  | 5   | DNF | 13  | 6   | 11  | 8   |     |    |     |     |    |    |     | 107    | 7.   |
| 2020   | AT01     | D. Kwjat     | 26  | 12*  | 10   | 12  | DNF | 10  | 12  | 11 | 9   | 7   | 8   | 15 | 19  | 4   | 12  | 11  | 7   | 11  |     |    |     |     |    |    |     | 107    | 7.   |
| 2021   | AT02     |              |     |      |      |     |     |     |     |    |     |     |     |    |     |     |     |     |     |     |     |    |     |     |    |    |     | 142    | 6.   |
| 2021   | AT02     | P. Gasly     | 10  | *17* | 7    | 10  | 10  | 6   | 3   | 7  | DNF | 9   | 11  | 5  | 6   | 4   | DNF | 13  | 6   | DNF | 4   | 7  | 11  | 6   | 5  |    |     | 142    | 6.   |
| 2021   | AT02     | Y. Tsunoda   | 22  | 9    | 12   | 15  | DNF | 16  | 7   | 13 | 10  | 12  | 10  | 6  | 15  | DNF | DNS | 17  | 14  | 9   | DNF | 15 | 14  | 13  | 4  |    |     | 142    | 6.   |
| 2022   | AT03     |              |     |      |      |     |     |     |     |    |     |     |     |    |     |     |     |     |     |     |     |    |     |     |    |    |     | 35     | 9.   |
| 2022   | AT03     | P. Gasly     | 10  | DNF  | 8    | 9   | 12  | DNF | 13  | 11 | 5   | 14  | DNF | 16 | 12  | 12  | 9   | 11  | 8   | 10  | 18  | 14 | 11  | 14  | 14 |    |     | 35     | 9.   |
| 2022   | AT03     | Y. Tsunoda   | 22  | 8    | DNS  | 15  | 7   | 12  | 10  | 17 | 13  | DNF | 14  | 17 | DNF | 19  | 13  | DNF | 14  | DNF | 13  | 10 | DNF | 17  | 11 |    |     | 35     | 9.   |
| 2023   | AT04     |              |     |      |      |     |     |     |     |    |     |     |     |    |     |     |     |     |     |     |     |    |     |     |    |    |     | 25     | 8.   |
| 2023   | AT04     | D. Ricciardo | 3   |      |      |     |     |     |     |    |     |     |     | 13 | 16  | PO  | INJ | INJ | INJ | INJ | 15  | 7  | 13  | 14  | 11 |    |     | 25     | 8.   |
| 2023   | AT04     | N. de Vries  | 21  | 14   | 14   | 15* | DNF | 18  | 12  | 14 | 18  | 17  | 17  |    |     |     |     |     |     |     |     |    |     |     |    |    |     | 25     | 8.   |
| 2023   | AT04     | Y. Tsunoda   | 22  | 11   | 11   | 10  | 10  | 11  | 15  | 12 | 14  | 19  | 14  | 15 | 10  | 15  | DNS | DNF | 12  | 15  | 8   | 12 | 96  | 18* | 8  |    |     | 25     | 8.   |
| 2023   | AT04     | L. Lawson    | 40  |      |      |     |     |     |     |    |     |     |     |    |     | 13  | 11  | 9   | 11  | 17  |     |    |     |     |    |    |     | 25     | 8.   |
| 2024   | VCARB 01 |              |     |      |      |     |     |     |     |    |     |     |     |    |     |     |     |     |     |     |     |    |     |     |    |    |     | 46     | 8.   |
| 2024   | VCARB 01 | D. Ricciardo | 3   | 13   | 16   | 12  | DNF | DNF | 154 | 13 | 12  | 8   | 15  | 9  | 13  | 12  | 10  | 12  | 13  | 13  | 18  |    |     |     |    |    |     | 46     | 8.   |
| 2024   | VCARB 01 | Y. Tsunoda   | 22  | 14   | 14   | 7   | 10  | DNF | 78  | 10 | 8   | 14  | 19  | 14 | 10  | 9   | 16  | 17  | DNF | DNF | 12  | 14 | DNF | 7   | 9  | 13 | 12  | 46     | 8.   |
| 2024   | VCARB 01 | L. Lawson    | 30  |      |      |     |     |     |     |    |     |     |     |    |     |     |     |     |     |     |     | 9  | 16  | 9   | 16 | 14 | 17* | 46     | 8.   |
| 2025   | VCARB 02 |              |     |      |      |     |     |     |     |    |     |     |     |    |     |     |     |     |     |     |     |    |     |     |    |    |     | 45     | 8.   |
| 2025   | VCARB 02 | I. Hadjar    | 6   | DNF  | 11   | 8   | 14  | 10  | 11  | 9  | 6   | 7   | 16  | 12 | DNF | 208 | 11  |     |     |     |     |    |     |     |    |    |     | 45     | 8.   |
| 2025   | VCARB 02 | Y. Tsunoda   | 22  | 12   | 6166 |     |     |     |     |    |     |     |     |    |     |     |     |     |     |     |     |    |     |     |    |    |     | 45     | 8.   |
| 2025   | VCARB 02 | L. Lawson    | 30  |      |      | 17  | 16  | 12  | DNF | 14 | 8   | 11  | DNF | 6  | DNF | 8   | 8   |     |     |     |     |    |     |     |    |    |     | 45     | 8.   |

| Legende  | Legende            | Legende                                                          |
| Farbe    | Abkürzung          | Bedeutung                                                        |
| -------- | ------------------ | ---------------------------------------------------------------- |
| Gold     | –                  | Sieg                                                             |
| Silber   | –                  | 2. Platz                                                         |
| Bronze   | –                  | 3. Platz                                                         |
| Grün     | –                  | Platzierung in den Punkten                                       |
| Blau     | –                  | Klassifiziert außerhalb der Punkteränge                          |
| Violett  | DNF                | Rennen nicht beendet (did not finish)                            |
| Violett  | NC                 | nicht klassifiziert (not classified)                             |
| Rot      | DNQ                | nicht qualifiziert (did not qualify)                             |
| Rot      | DNPQ               | in Vorqualifikation gescheitert (did not pre-qualify)            |
| Schwarz  | DSQ                | disqualifiziert (disqualified)                                   |
| Weiß     | DNS                | nicht am Start (did not start)                                   |
| Weiß     | WD                 | zurückgezogen (withdrawn)                                        |
| Hellblau | PO                 | nur am Training teilgenommen (practiced only)                    |
| Hellblau | TD                 | Freitags-Testfahrer (test driver)                                |
| ohne     | DNP                | nicht am Training teilgenommen (did not practice)                |
| ohne     | INJ                | verletzt oder krank (injured)                                    |
| ohne     | EX                 | ausgeschlossen (excluded)                                        |
| ohne     | DNA                | nicht erschienen (did not arrive)                                |
| ohne     | C                  | Rennen abgesagt (cancelled)                                      |
| ohne     | keine WM-Teilnahme |                                                                  |
| sonstige | P/fett             | Pole-Position                                                    |
| sonstige | 1/2/3/4/5/6/7/8    | Punktplatzierung im Sprint-/Qualifikationsrennen                 |
| sonstige | SR/kursiv          | Schnellste Rennrunde                                             |
| sonstige | *                  | nicht im Ziel, aufgrund der zurückgelegten Distanz aber gewertet |
| sonstige | ()                 | Streichresultate                                                 |
| sonstige | unterstrichen      | Führender in der Gesamtwertung                                   |

## Übersicht des aktuellen Personals
| Aufgabenbereich      | Name            |
| -------------------- | --------------- |
| Stammfahrer          | Isack Hadjar    |
| Stammfahrer          | Liam Lawson     |
| Testfahrer           | TBA             |
| Teamchef             | Alan Permane    |
| Teammanager          | Graham Watson   |
| Technischer Direktor | Jody Egginton   |
| Chefingenieur        |                 |
| Chefdesigner         | Ben Butler      |
| Chefaerodynamiker    | Nicolo Petrucci |
| Renningenieur Lawson | Pierre Hamelin  |
| Renningenieur Hadjar | Marco Matassa   |
| Geschäftsführer      | Peter Bayer     |
| Teambesitzer         | Red Bull GmbH   |